# Europa
För andra betydelser, se Europa (olika betydelser).

Politisk karta över Europa.

Europa (från grekiskans: Ευρώπη) är jordens näst minsta världsdel till ytan men tredje folkrikaste, med lite mer än 750 miljoner invånare (2023) varav över 90 procent talar språk som tillhör den indoeuropeiska språkfamiljen. Europa är världens näst mest tätbefolkade världsdel och har den näst högsta produktiviteten per person. Världsdelen Europa utgör den västligaste delen av kontinenten Eurasien, och avgränsas av Atlanten i väster (gränsen mot Nordamerika går genom Danmarksundet mellan Island och det danska autonoma landet Grönland), Medelhavet i söder och Norra ishavet i norr, medan gränsen mot Asien i öster går längs Uralbergen, Uralfloden, Kaspiska havet, Kaukasus vattendelare och Svarta havet (som är ett innanhav av Medelhavet).
De första moderna människorna kom till Europa för cirka 40 000 år sedan. Under istiden var de nordligaste delarna obeboeliga och befolkningen levde i refugier i södra och sydöstra Europa, efter istiden expanderade de europeiska stammarna norrut. Under yngre stenåldern och bronsåldern skedde stora kulturella och ekonomiska omvandlingar, oftast med centrum kring Medelhavet. Under Romarrikets storhetstid under de första seklerna e.Kr. växte den nya religionen kristendomen snabbt. Under renässansen grundlades den dynamik som gav upphov till den europeiska upplysningen, den industriella revolutionen och vetenskapens framväxt. Under andra hälften av det andra millenniet e.Kr. skedde snabb befolkningstillväxt och miljontals européer utvandrade till andra världsdelar. Främst Frankrike, Storbritannien, Portugal, Nederländerna och Spanien, men även flera andra länder, skaffade sig kolonier och utländska besittningar och spred europeisk kultur globalt.
Allt färre européer är under 2000-talet troende kristna, och majoriteten av yngre människor beräknas under 2000-talet sakna religiös tillhörighet. Europas politik präglas i dag av samarbetet inom Europeiska unionen (EU), som växte fram ur tidigare europeiska samarbeten och i dag består av 27 medlemsstater (varav 26 ligger geografiskt i Europa, medan Cypern ligger geografiskt i Asien). Östeuropa präglas geografiskt, ekonomiskt och politiskt av ett stort Ryssland, vilket under större delen av 1900-talet fungerade som den centrala delen i Sovjetunionen.

## Etymologi
Etymologin till namnet Europa har olika förklaringar. En uppfattning är att ursprunget härrör från den grekiska mytologin där Europa (grekiska: Ευρώπη) var en fenicisk prinsessa, känd för sin skönhet, som tillfångatogs av Zeus i tjurform. Hon togs till ön Kreta, där hon blev mor till Minos. För Homeros var Europa Kretas mytologiska drottning. Senare blev Europa ett begrepp för Greklands fastland, och runt 500 f.Kr. hade betydelsen sträckts till att inkludera även länderna norr om Grekland.
Den grekiska termen Europa härleds från de grekiska orden för bred (eurys) och ansikte (ops). Bred har varit epitet för jorden självt i urindoeuropeiska religioner. Andra hävdar dock att ordet fått en överförd betydelse i grekiskan, och ursprungligen kommer från ett semitiskt ord, det vill säga det akkadiska ordet erebu, som betyder "solnedgång". Som betraktat från Mellanöstern går solen ned över Europa. Asien tros också komma från ett akkadiskt ord, asu, som betyder "soluppgång", då solen går upp i öst, ifrån det perspektivet i Asien.

### Europa som begrepp
Före 1300-talet nämns namnet Europa sällan i skriftliga källor. Efter Konstantinopels fall 1453 började namnet användas av kyrkliga ämbetsmän som ett samlande begrepp för en kristen och kulturell gemenskap. Då turkiska muslimer tagit över den östliga delen av kristendomens område och Konstantinopel uppgått i det muslimska osmanska riket, framhölls Europa som den förenade, civiliserade och utvecklade delen av världen, i motsats till det muslimska, barbariska Asien.
Begreppet Europa användes till en början främst av en elit som furstar och kyrkliga ämbetsmän som ett samlande begrepp för en kristen och kulturell gemenskap. Efterhand fylldes föreställningen med mer innehåll och användes i vidare sammanhang och speciellt under renässansen och reformationen användes Europa som ett slagord.

## Geografi och gränsdragningar

Europas hävdvunna geografiska gränser.

Världsdelen Europa utgör ungefär en femtedel av kontinenten Eurasien. Europas yta är cirka 10,6 miljoner kvadratkilometer – 2 procent av jordytan eller 7 procent av landytan. Europas östra gräns definieras vanligtvis vid Uralbergen i Ryssland, dock använde bland andra den grekiska geografen Strabon och tidiga judiska källor floden Don som gräns. Den sydöstra gränsen med Asien är inte universellt överenskommen; vanligt är dock att denna utgörs av Uralfloden (stundom räknas dock Embafloden som gräns). Gränsen fortsätter med Kaspiska havet, varpå den vanligen anses följa Stora Kaukasus vattendelare (med Kuma-Manytj-sänkan, Lilla Kaukasus, eller floderna Kura och Rioni som alternativ). Vidare sträcker sig delningen mot Svarta havet; Bosporen, Marmarasjön, Dardanellerna och Egeiska havet utgör gränsen mot Asien. Medelhavet i syd separerar Europa från Afrika. Västgränsen är Atlanten där Island eller Azorerna utgör västlig utpost. Norrut begränsar Norra ishavet.
- Västlig utpost: Monchiqueön (Azorerna, Portugal, 31°16'V) / på kontinenten Europa: Kap Roca (Portugal, 9°30'V)[24]
- Sydlig utpost: Gavdos (Grekland, 34°48'N) / på kontinenten Europa: Punta de Tarifa (Spanien, 36°00'N)[25][24]
- Östlig utpost: Kap Flissingskij (Novaja Zemlja, Ryssland), 69°05'Ö) / på kontinenten Europa: namnlöst berg (Uralbergen nära Karahavet, Ryssland, 66°37'Ö)[24]
- Nordlig utpost: Kap Fligely (Frans Josefs land, Ryssland, 80°35'N) / på kontinenten Europa: Kinnarodden (Norge, 71°08'N)[24]

I praktiken dras gränsen till Europa ofta med större hänsyn till politik, ekonomi och kultur än till de traditionella, hävdvunna geografiska gränserna. Detta har lett till att det finns flera "olika" Europa, som inte alltid är identiska till storleken, och som inkluderar eller exkluderar olika länder baserat på vilken definition av Europa som används. Men vanligen brukar de stater vars huvudstad ligger inom Europas hävdvunna geografiska gränser räknas till Europa. Eftersom alla språk inte skiljer mellan begreppen världsdel och kontinent kan Europa på andra språk omväxlande klassas som kontinent, som subkontinent eller halvö.

### Fysisk geografi
Europa har en lång kust med många halvöar. Den stora halvön Skandinavien i norr skiljs från det huvudsakliga europeiska landområdet av Östersjön. I den södra delen av Europa sträcker sig de mindre halvöarna Iberiska halvön, Italien och Balkanhalvön ut i Medelhavet, som bildar gräns mot Afrika. Längre österut blir Europas landmassa bredare tills gränsen mot Asien nås vid Uralbergen.
De södra delarna av Europa är bergigare. Längre norrut, norr om de höga bergskedjorna Alperna, Pyrenéerna och Karpaterna, sänker sig landytan genom kulliga områden ned till stora låga slätter, som är mycket vidsträckta i öster. Detta utsträckta låglandsområde kallas Stora europeiska slätten, och vid dess hjärta ligger den nordtyska slätten. En båge av högländer finns också längs den nordvästra kusten, med början i västra Brittiska öarna och fortsättning längs den bergiga och flikiga norska kusten.
Denna beskrivning är förenklad. Underområden som Iberiska halvön och Italien har egna sammansatta former, liksom Europas huvudsakliga landmassa, där det finns många platåer, floddalar och sänkor. Island och Brittiska öarna är särskilda områden. Det förra är en egen landmassa i norra Atlanten som räknas som en del av Europa, medan de senare är höglandsområden som en gång var förenade med fastlandet tills de åtskildes av stigande vattennivåer.
Den europeiska kustlinjen är starkt veckad och exceptionellt lång i förhållande Europas yta. Detta delar upp Europas västra delar i ett stort antal öar, halvöar och näs. Därutöver avdelar bergskedjor och högplatåer landmassorna i återkommande mellanliggande lägre plan av relativt jämnt fördelad storlek. Denna ovanliga geografi har haft stor betydelse för regionens historiska utveckling. Till följd av den veckade kusten har få länder i Europa saknat tillgång till haven. De mellanliggande vattnen och bergskedjorna har skapat naturliga gränser som gynnat statsformering och nationsbyggande men motverkat imperier.

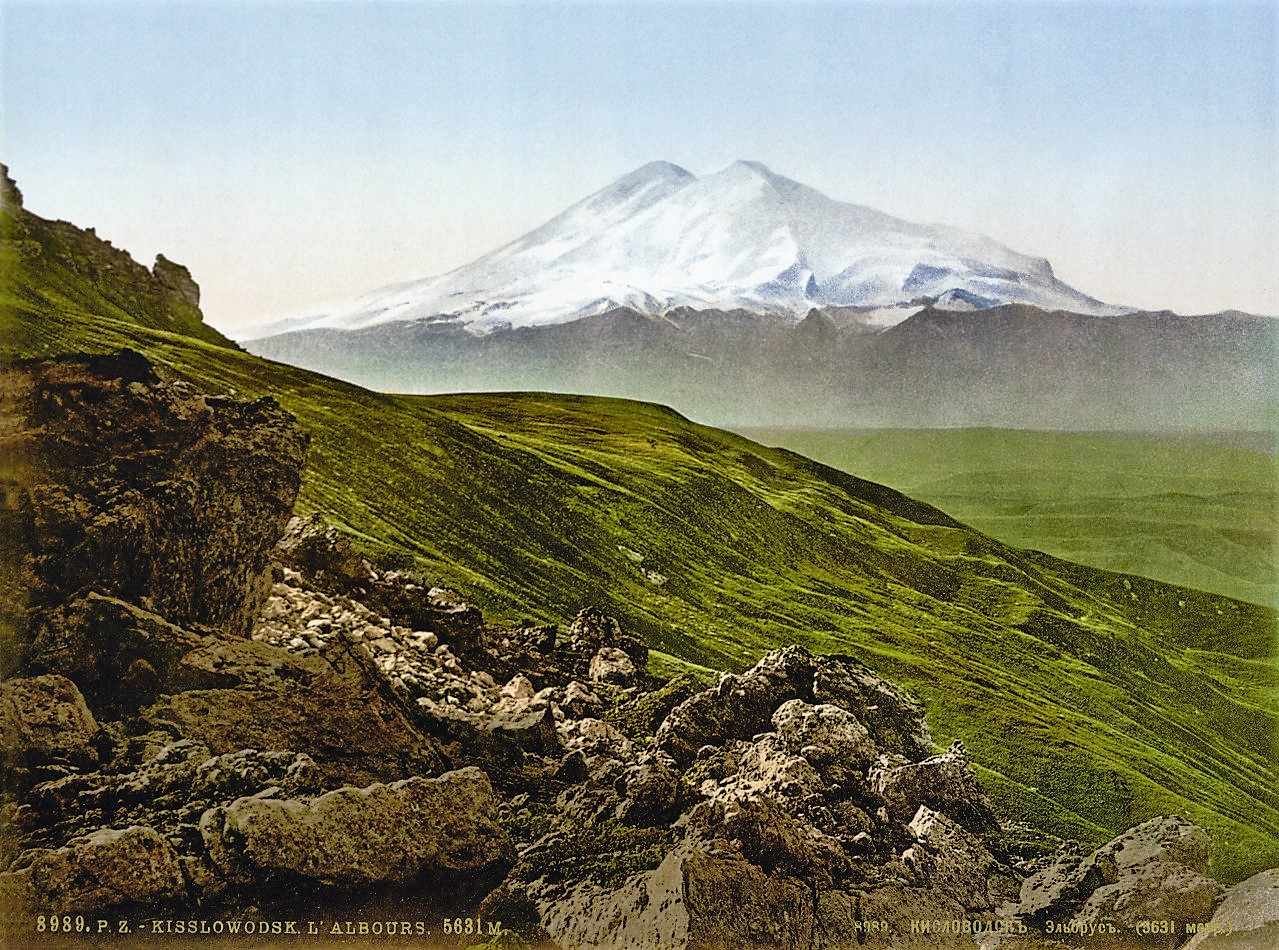
Elbrus, Europas högsta berg.
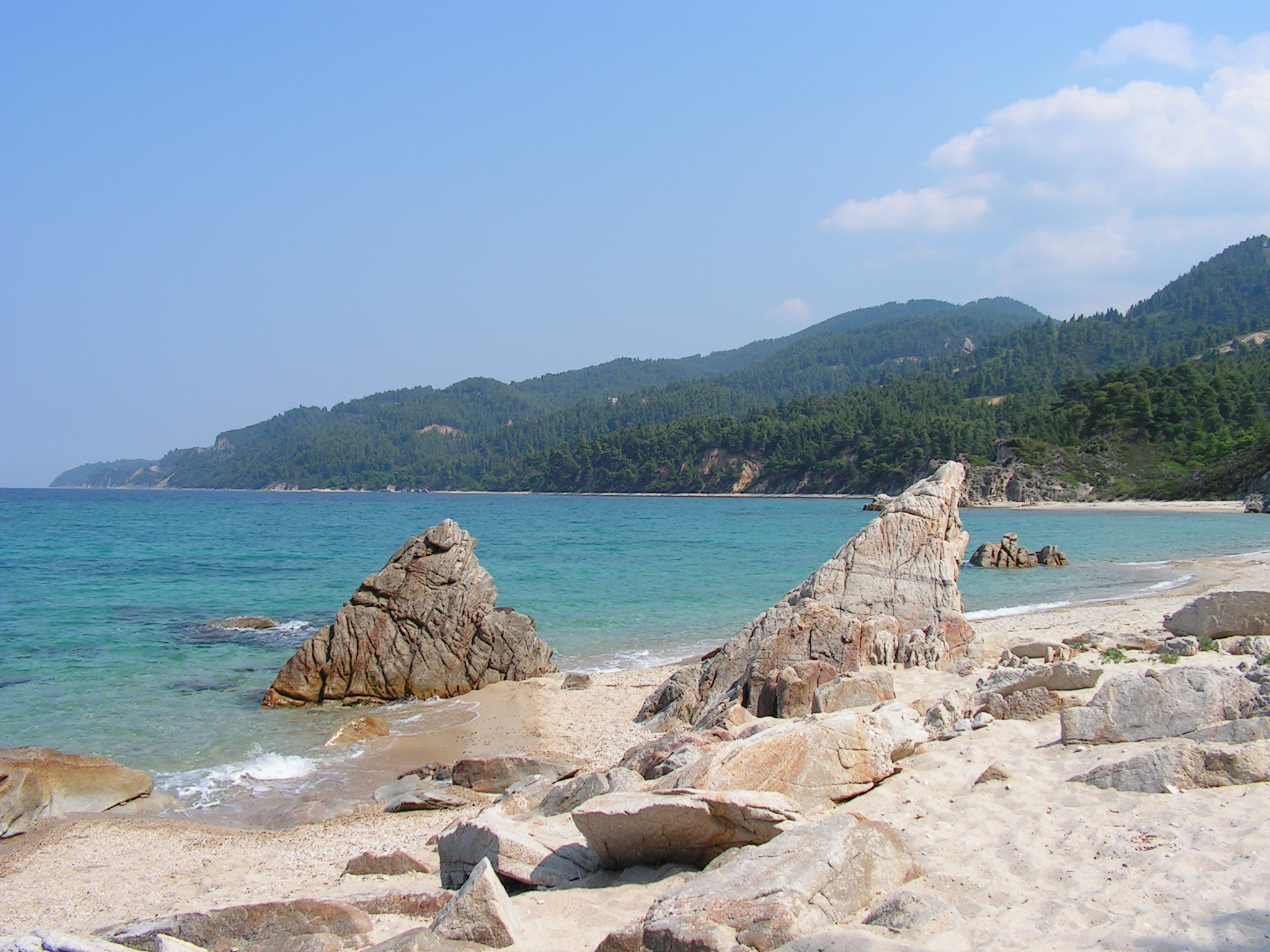
Strandlinje längs medelhavskusten i Grekland.
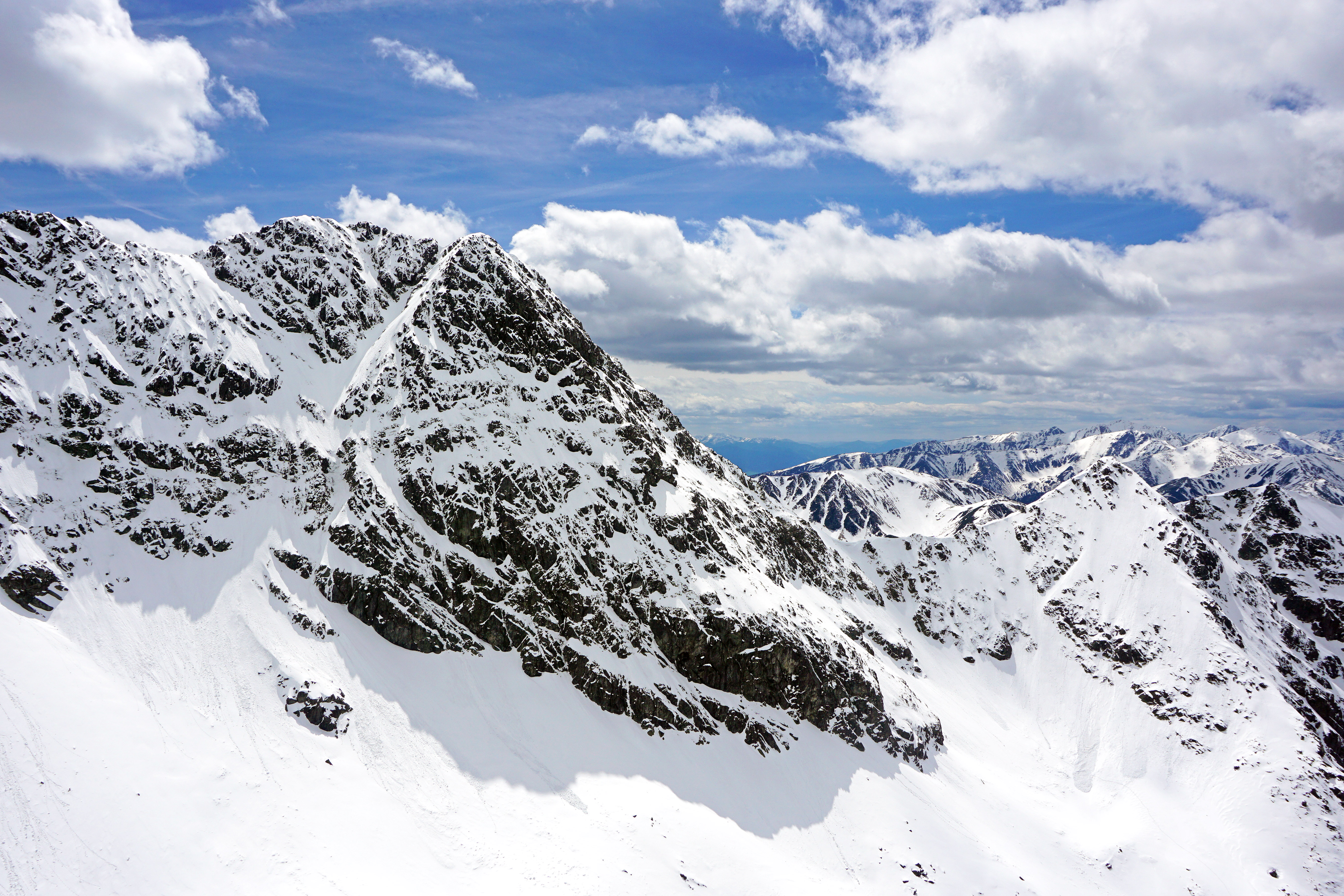
Utsikt från berget Kościelec i Tatrabergen i Polen.
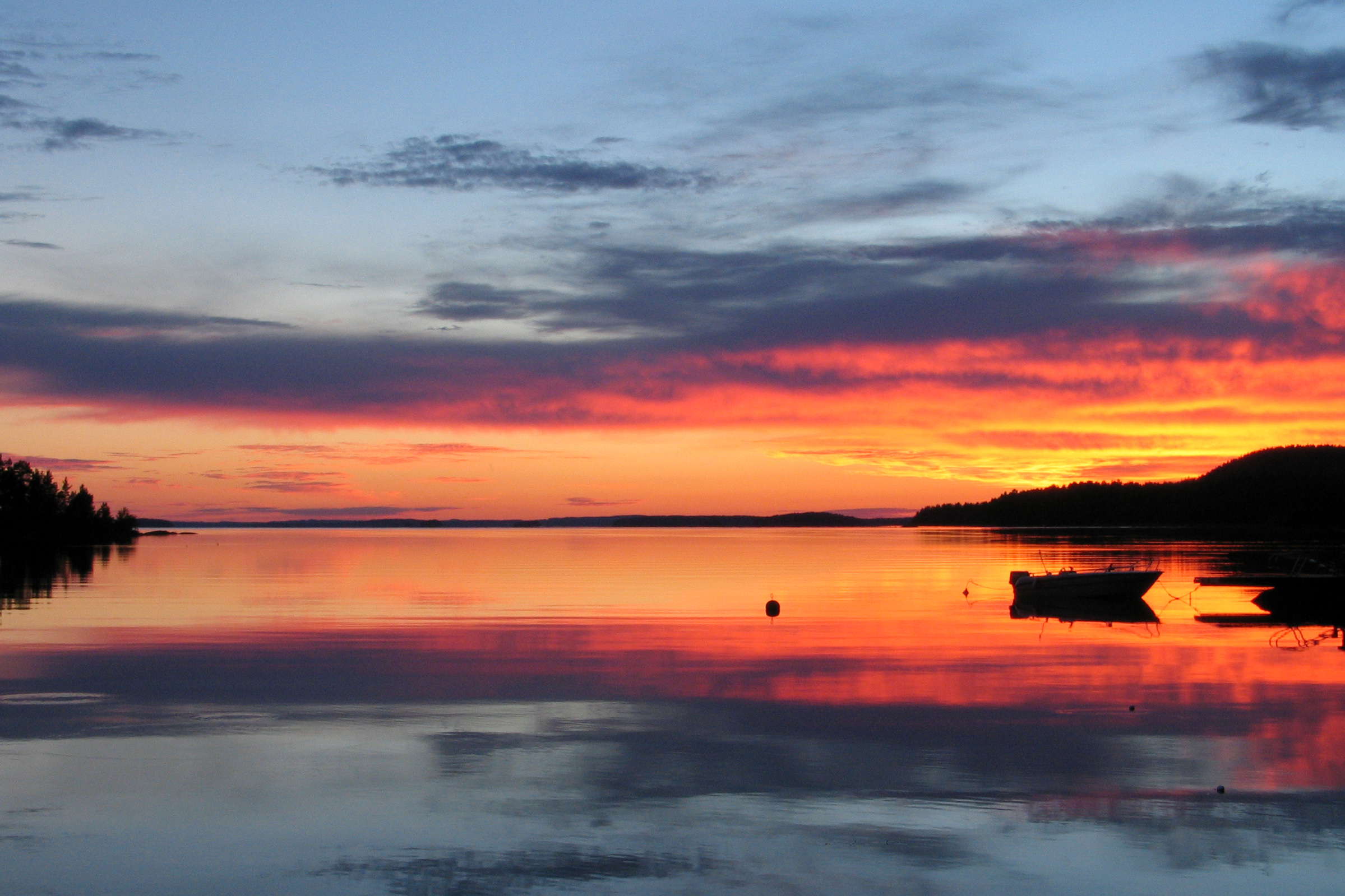
Ljus natt över sjön Päijänne i Finland.
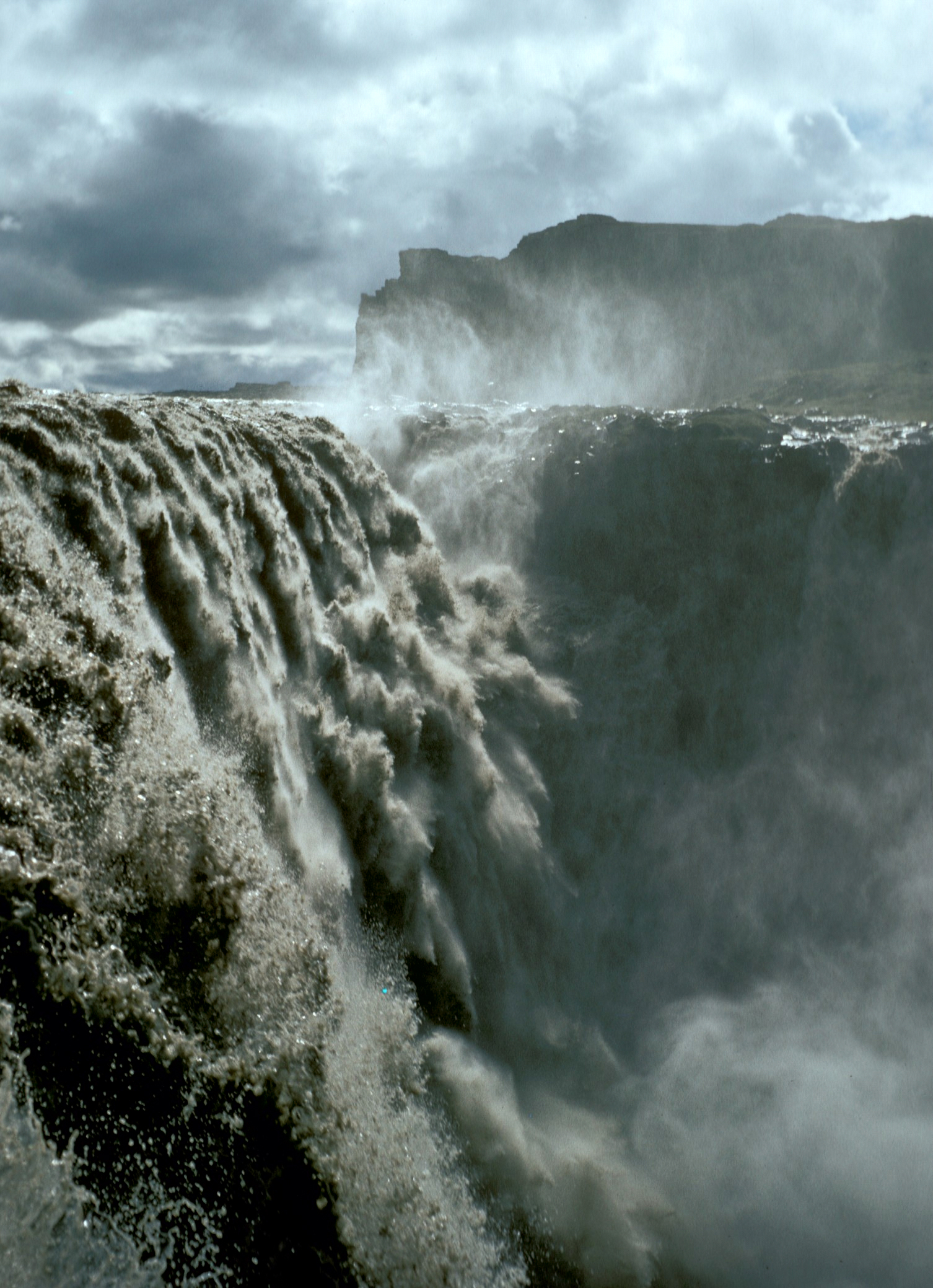
Det mäktiga vattenfallet Dettifoss ligger på nordöstra Island.
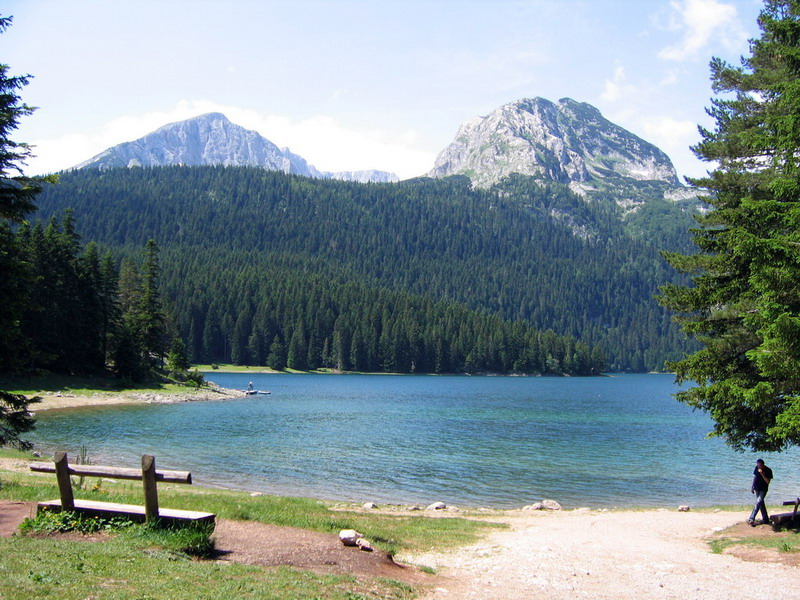
En sjö i Durmitor nationalpark, Montenegro.
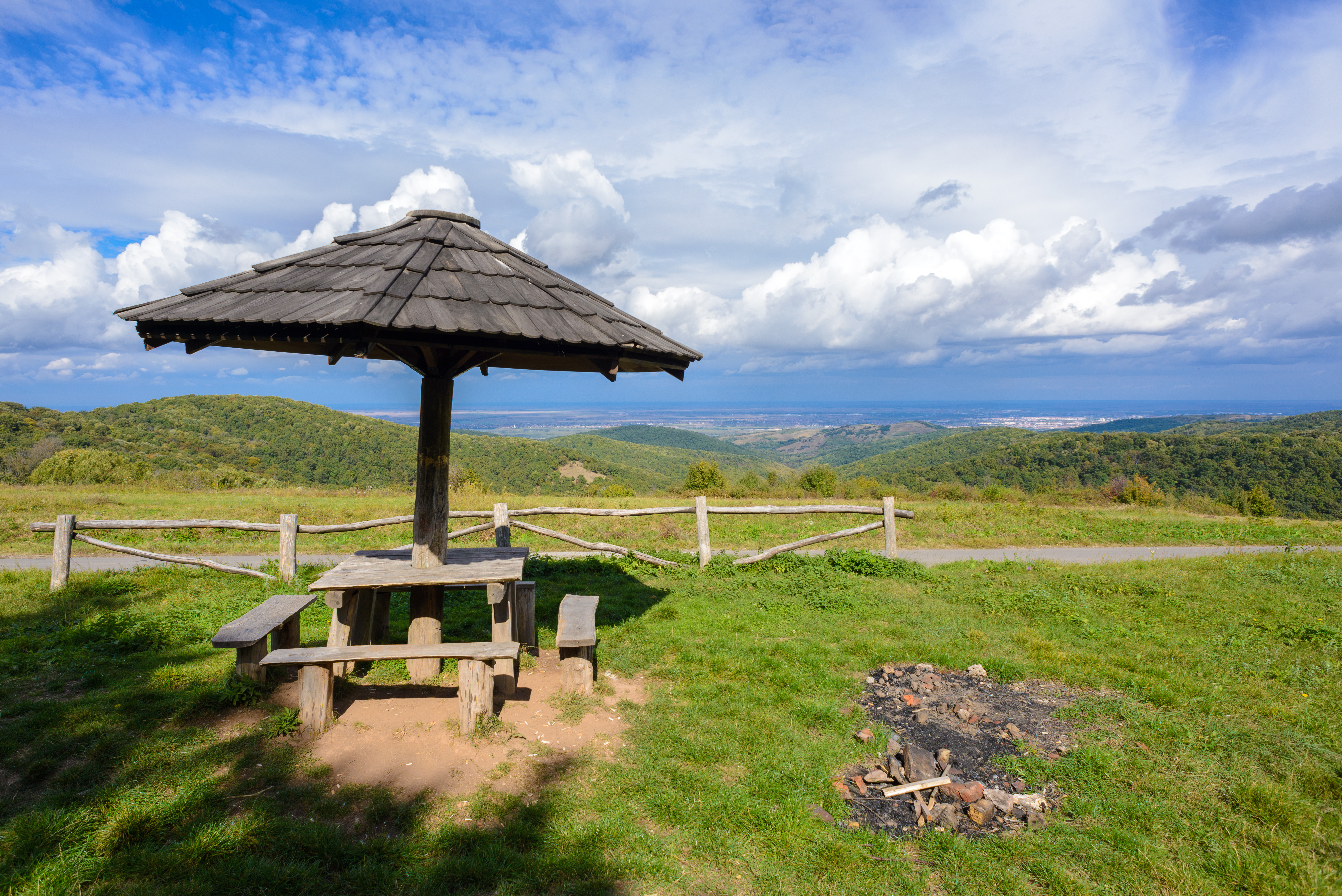
Nationalparken Fruška Gora, Serbien.
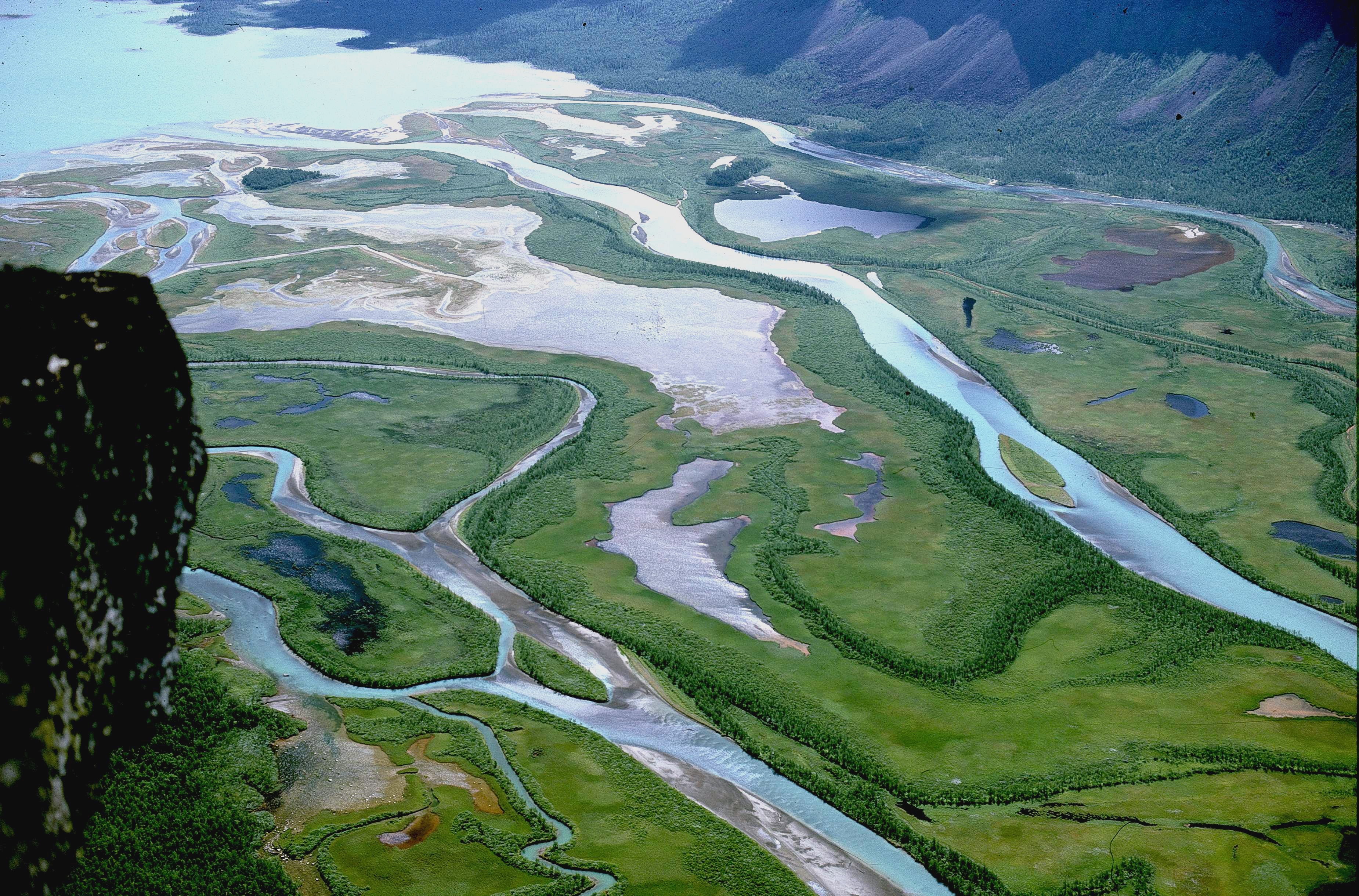
Laitauredeltat i Sareks nationalpark i Sverige.
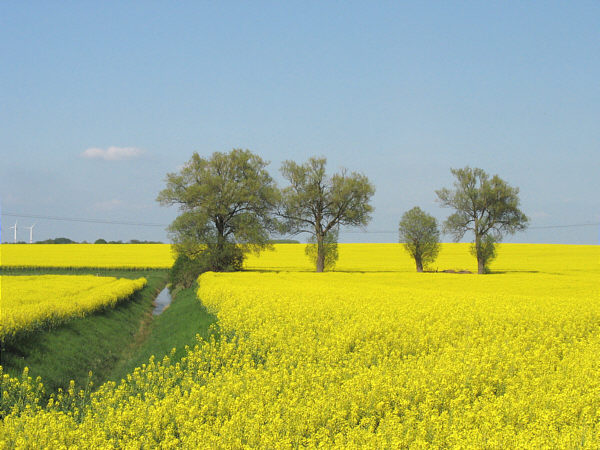
Fält i Brandenburg i Tyskland.
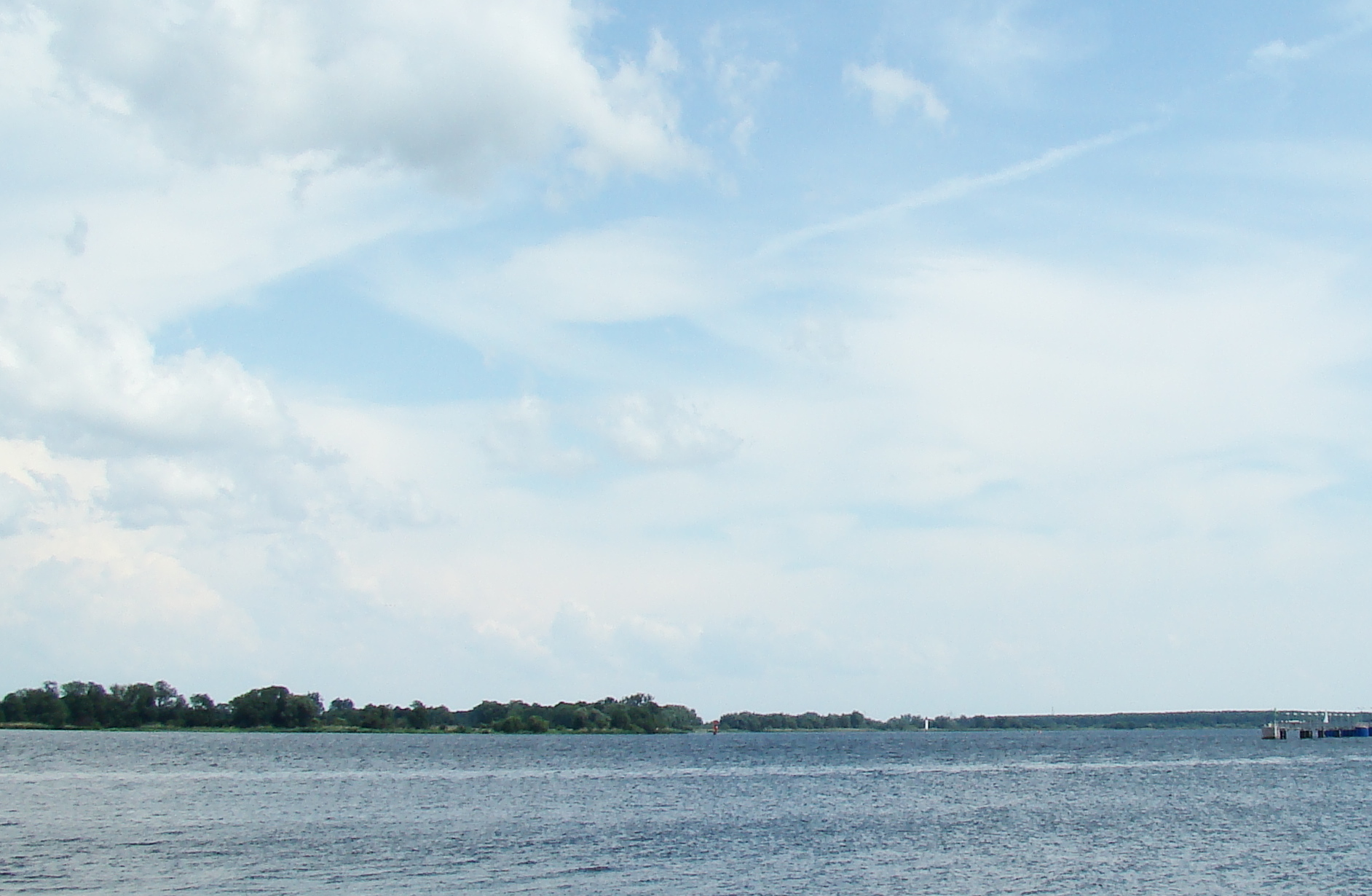
Oder i Police (Polen).
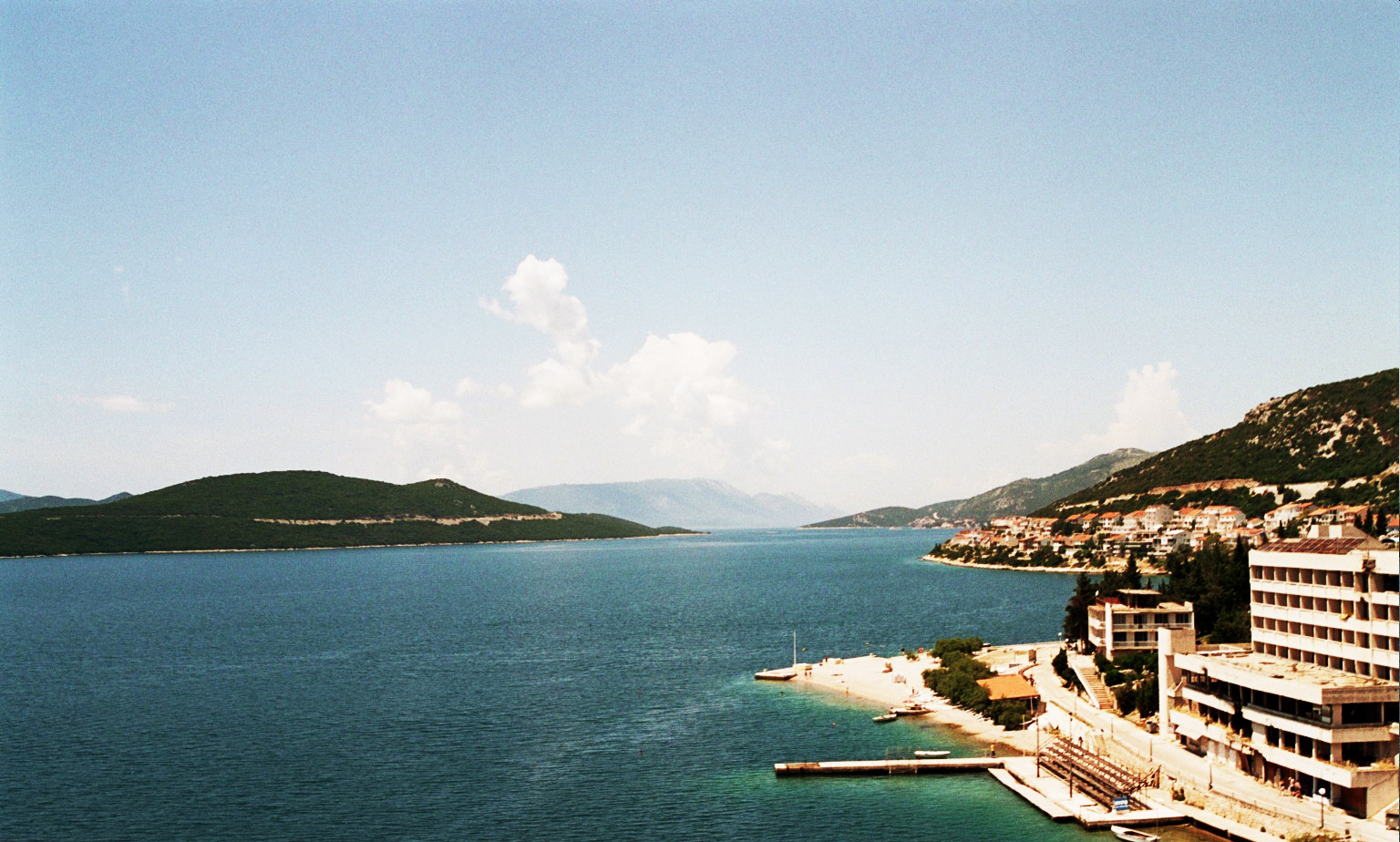
Kusten mot medelhavet i Bosnien och Hercegovina.
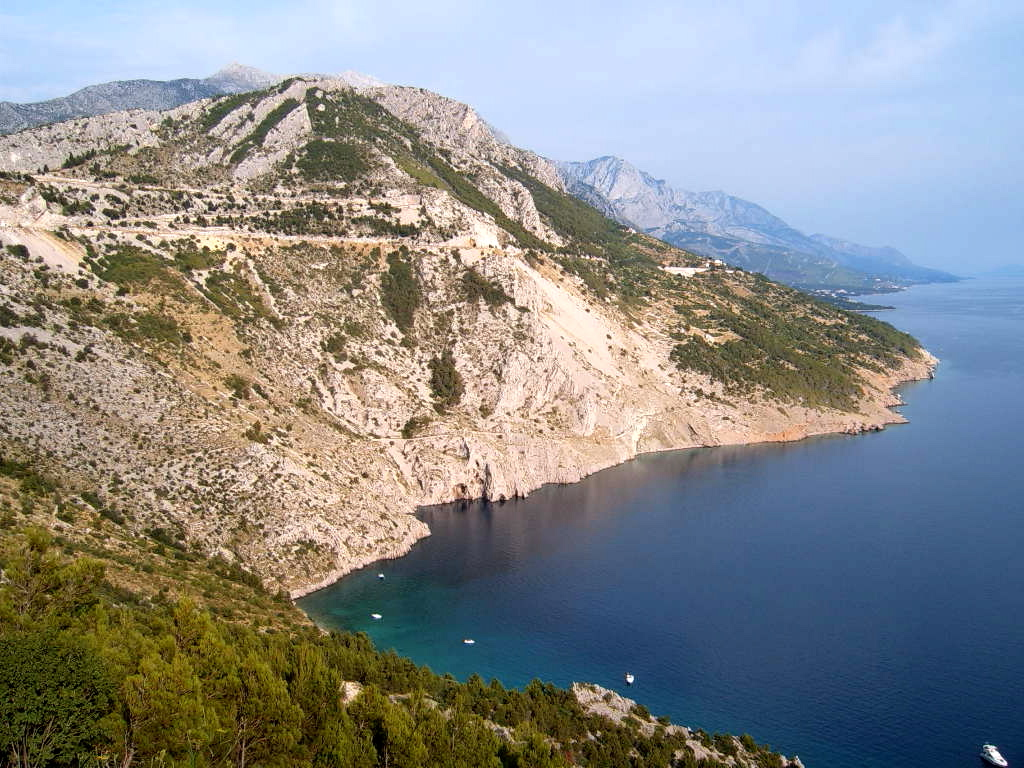
Dalmatiska kusten, Kroatien.

### Klimat

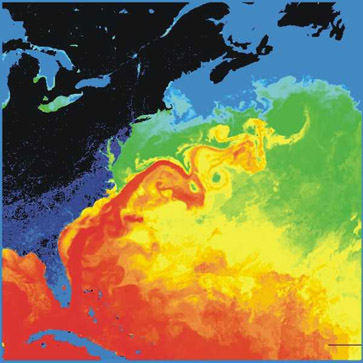
Den varma havsströmmen Golfströmmen gör Europas klimat betydligt mildare än andra områden på samma breddgrader på det norra och södra halvklotet.

Europa har ett flertal olika klimat, från medelhavsklimat i söder till arktiskt klimat i det nordligaste Norden och Ryssland. I västra Europas kusttrakter är klimatet mycket maritimt, med milda vintrar, mycket nederbörd och milda somrar, det vill säga inte så stora temperaturskillnader mellan vinter och sommar. Inlandet, framförallt i Östeuropa, har dock ett utpräglat kontinentalt klimat med kalla, snörika vintrar och korta, varma somrar (inlandsklimat). Det arktiska klimatet medför mycket kalla, snörika vintrar och korta, kyliga somrar. Det subtropiska klimatet medför milda, regnrika vintrar och långa, heta somrar. Europas tempererade klimat är, trots den långa kuststräckan, utsatt för jämförelsevis lägre nivåer av katastrofala väderhändelser som orkaner och andra starkt destruktiva vädersystem.
Europa som helhet, särskilt den nordvästra delen, har ovanligt hög årsmedeltemperatur i förhållande till sitt nordliga läge. Det huvudsakliga skälet till detta är den atlantiska Golfströmmen som för med sig varmare vatten från sydligare breddgrader.

### Natur
Eftersom de har levt sida vid sida med jordbrukskulturer i tusentals år har Europas djur och växter blivit starkt påverkade av människans närvaro och verksamhet. Med undantag för Europas nordligaste delar och delar av Östeuropa finns det få större områden av orörd vildmark, förutom i olika naturparker.

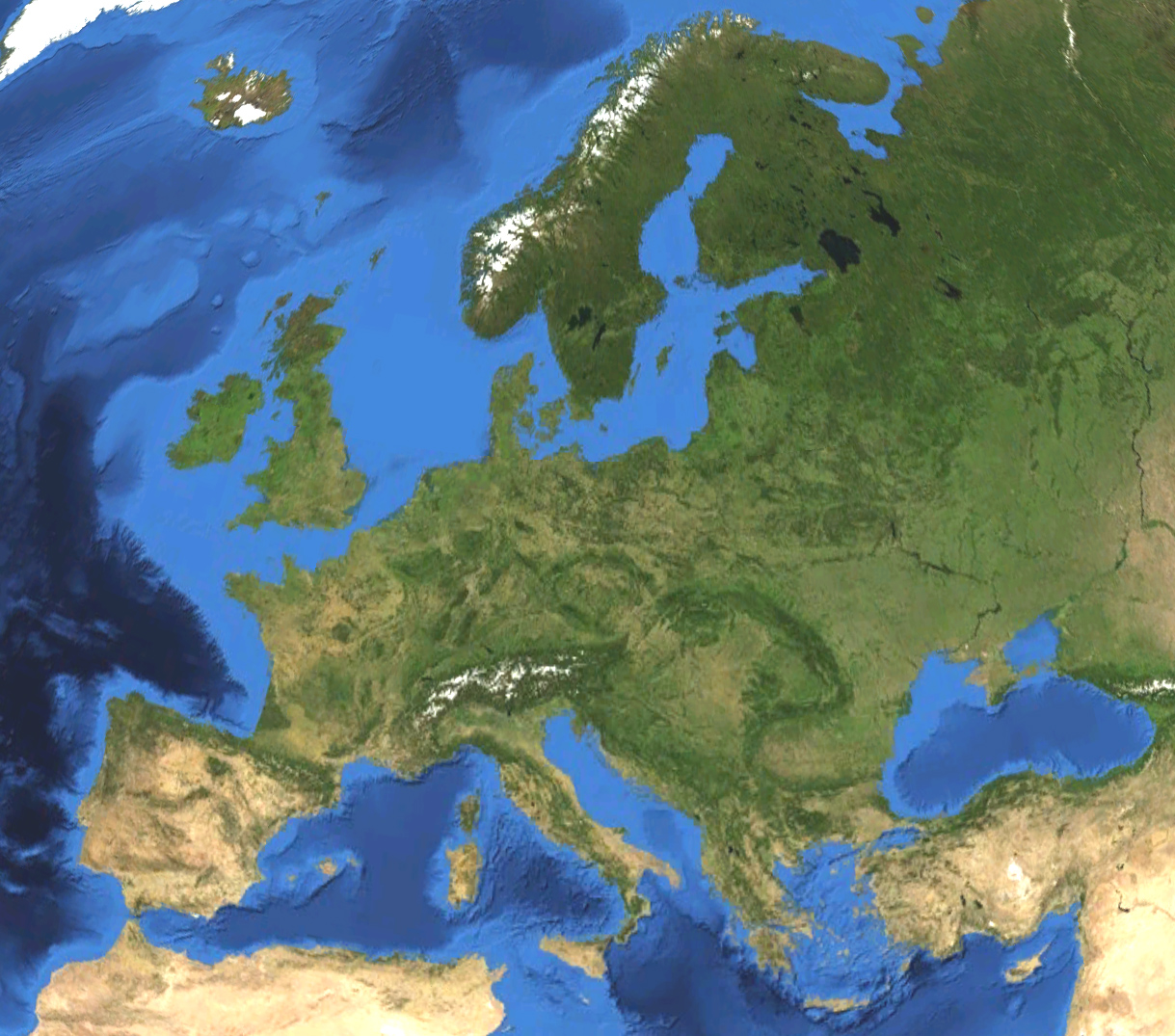
Topografisk karta över Europa.

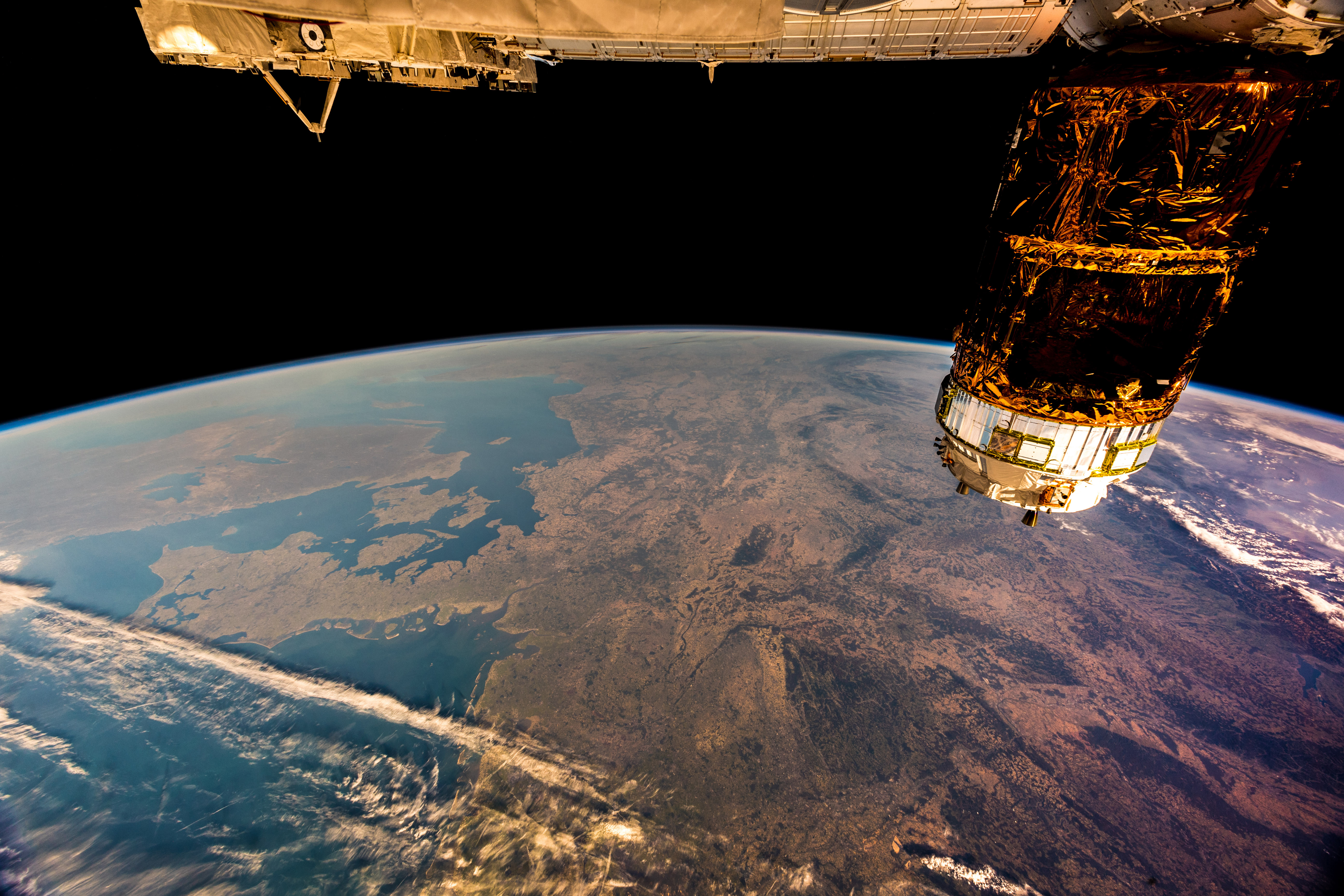
Avskogning i Europa.

Den huvudsakliga växtligheten i Europa är skog, som har mycket goda förutsättningar för att växa. I norr värms världsdelen av Golfströmmen och Nordatlantiska strömmen. Sydeuropa har medelhavsklimat. Det förekommer ofta torka på sommaren i detta område. Bergskedjorna påverkar också förhållandena. Några av dessa (Alperna, Pyrenéerna) är riktade i öst-västlig riktning och tillåter vinden att bära med stora vattenmassor från havet till inlandet. Andra har nord-sydlig riktning (Skanderna, Dinariska alperna, Karpaterna, Apenninerna) och eftersom regnet främst faller på bergssidor som är riktade mot havet växer skogar bra på den sidan, medan förutsättningarna är mycket sämre på den andra. Få områden av Europas huvudsakliga landmassa har undgått avbetning av boskap vid någon tidpunkt genom årtusendena, och avverkningen av de skogsområden som fanns före jordbrukssamhället orsakade oberäknelig förstörelse av de ursprungliga ekosystemen.
Åttio till nittio procent av Europa var en gång täckt av skog. Skogen sträckte sig från Medelhavet till Norra ishavet. Fastän över hälften av Europas ursprungliga skogar försvann under århundraden av bebyggelse har Europa fortfarande över en fjärdedel av världens skogar – granskogar i Skandinavien, vidsträckta tallskogar i Ryssland, kastanjeregnskog i Kaukasien och korkekskogar i Medelhavsområdet. På senare tid har avverkningen hejdats och många träd har planterats. Ofta har dock barrträd föredragits framför ursprungliga lövträd, eftersom de växer snabbare. Planteringar och monokulturer täcker nya stora landområden och detta ger mycket dåliga miljöer för europeiska, skogslevande arter. Andelen urskog i Västeuropa är endast två till tre procent (i europeiska Ryssland fem till tio procent). Landet med minst skogstäckt yta är ön Island som i stort sett avskogats helt. Därefter följer Irland med åtta procents skogstäckning. Det mest skogbevuxna landet är Finland (72 procent).
På Europas huvudsakliga landmassa dominerar lövskog. De viktigaste arterna är bok, björk och ek. I norr, på tajgan, är björken en mycket vanlig art. I Medelhavsområdet har många olivträd planterats. Dessa är mycket väl anpassade till det torra klimatet. En annan vanlig art i Sydeuropa är cypressen. Barrskog dominerar på högre höjder upp till trädgränsen och längre norrut i Ryssland och Skandinavien, för att övergå i tundra närmare Arktis. Den halvtorra Medelhavsregionen har stora mängder buskskog. En tunn öst-västlig landtunga av eurasisk grässlätt – stäppen – sträcker sig västerut från Ukraina och södra Ryssland tills den upphör i Ungern och övergår i tajga i norr.
Istäcket under den senaste istiden och människans närvaro har påverkat utbredningen av Europas fauna. I många delar av Europa har de flesta stora djur och överordnade rovdjursarter jagats till utrotning. Ullhårig mammut och uroxe var utdöda före slutet av neolitikum. I dag är vargar (köttätare) och björnar (allätare) hotade. En gång fanns dessa i de flesta delar av Europa, men skogsavverkningen fick djuren att dra sig längre och längre tillbaka. På medeltiden var björnarnas livsmiljöer begränsade till mer eller mindre otillgängliga berg med tillräcklig mängd skog. I dag lever brunbjörnen i första hand på Balkanhalvön, i norr och i Ryssland. Ett litet antal dröjer sig kvar i andra områden runt om i Europa (Österrike, Pyrenéerna och så vidare), men i dessa områden är populationerna utspridda och marginaliserade på grund av miljöförstöringen. Allra längst norrut i Europa kan även isbjörnar påträffas. Vargen, det näst största rovdjuret i Europa efter björnen, finns mest i Östeuropa, på Balkanhalvön och i de nordliga skogarna.
Andra viktiga rovdjur är lodjuret, vildkatten, järven, rävar, olika arter av mård, igelkott, olika arter av ormar, olika fåglar (ugglor och andra rovfåglar). Viktiga växtätare i Europa är sniglar, amfibier, fiskar, olika fåglar, samt däggdjur som gnagare, rådjur, vildsvin, hjort, älg och i bergen murmeldjur, stenbockar, gems med flera. Havslevande organismer är också en viktig del av Europas flora och fauna. Havsfloran är mestadels fytoplankton. Viktiga djur i Europas hav är plankton, blötdjur, tagghudingar, olika kräftor, bläckfiskar, fiskar, delfiner och valar. Vissa djur lever i grottor, till exempel fladdermöss.

## Historia

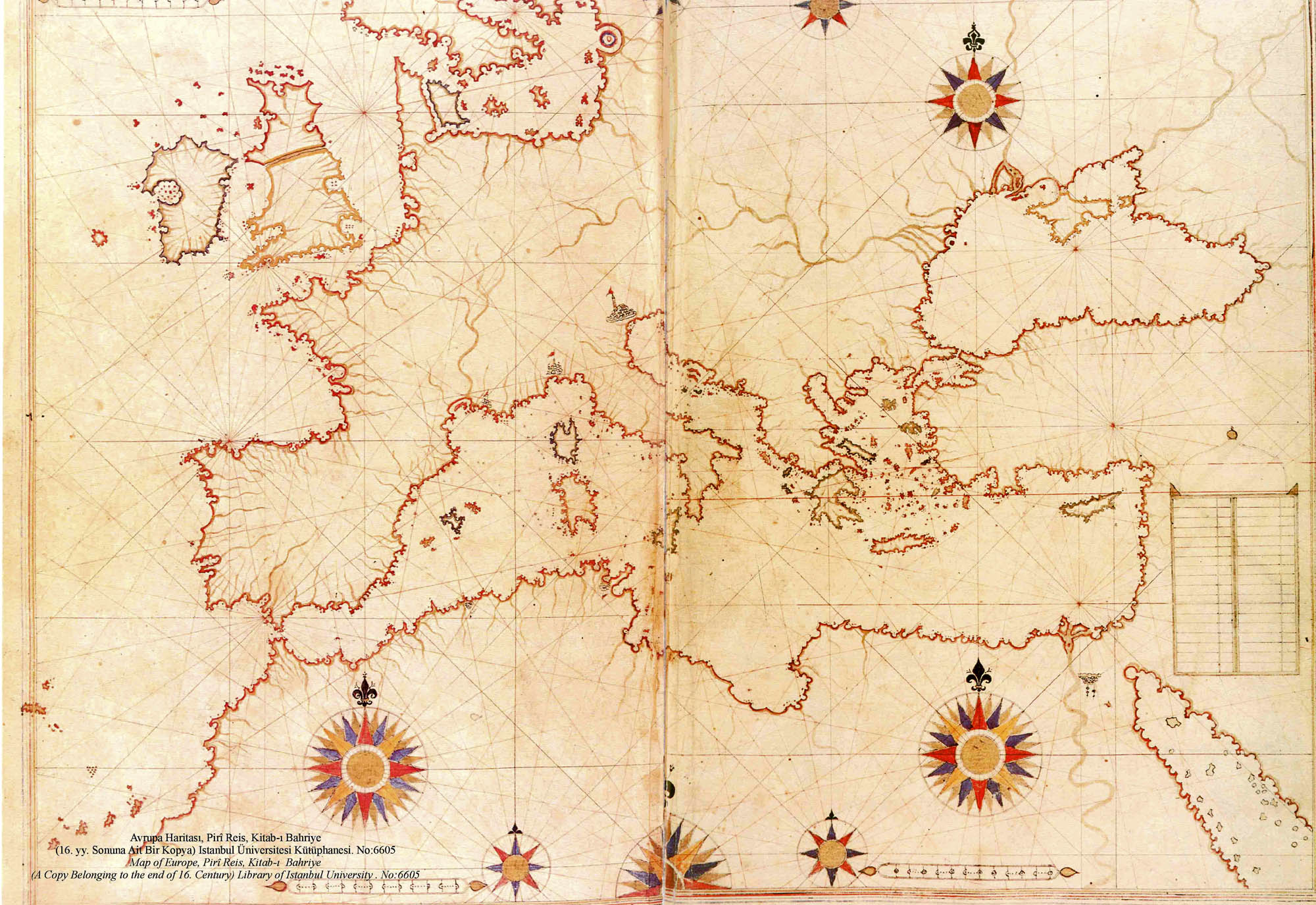
Karta över Europa från 1500-talet av Piri Reis.

### Forntid
De första moderna människorna (homo sapiens) utvecklades i Afrika för omkring 200 000 år sedan och kom till Europa för cirka 40 000 år sedan. Det var endast en liten grupp afrikaner som för kanske 60 000 år sedan tog sig över till Sinaihalvön och blev förfäder till alla människor utom de afrikaner som stannade i Afrika. Forskarna tvistar ännu om vägen till Europa har gått direkt norrut genom det som i dag är Israel, Libanon och Syrien, eller om våra förfäder tog sig vidare över till Arabiska halvön och sedan följde Indiska oceanens kust tills de stötte på floder som de följde norrut. I bägge fallen bör homo sapiens i sin första inflyttningsvåg till Europa för 40 000 år sedan ha tagit sig till Europa via det som i dag är Turkiska halvön, där mycket gamla fynd har hittats. Ansiktsbenen från den hittills äldsta "europén" – en 40 000 år gamla fossil från en tonåring – har hittats i en grotta i Rumänien, och Richard Neave, en brittisk kriminaltekniker, har återskapat ansiktet med hjälp av kopior av skallbenen. En mörkhyad person med ansiktsdrag som inte överensstämmer helt med någon nu levande folkgrupp blev resultatet. Neave talar om ett ansikte som tycks befinna sig i "flux" – i ett tillstånd av förändring mot vilken som helst av de folkgrupper som i dag finns i världen. Omkring tio procent av dagens européer bär på gener från dessa första européer.
Medan Homo sapiens ännu utvecklades i Afrika levde Homo heidelbergensis och Homo neanderthalensis i Europa. De sista neandertalmänniskorna dog ut för cirka 30 000 år sedan. För cirka 25 000 år sedan svepte vågor av invandrare från Asien in i Europa, och kom att dominera kontinenten. Att likadana konstföremål hittats från dagens Frankrike till området kring Kaspiska havet tyder på ett socialt nätverk och människor med en övergripande gemensam kultur.
Arkeologiska utgrävningar vid Göta kanal och Motala ström i Motala ger ny kunskap om européernas ursprung. Sju cirka 8 000 år gamla jägar/samlare hittade i Motala ingår, tillsammans med genomet från en cirka 7 000 år gammal bonde från södra Tyskland och en cirka 8 000 år gammal jägare/samlare funnen i Luxemburg, i en stor internationell studie som visar att dagens européer härstammar från tre förhistoriska grupper. Förutom av de ursprungliga jägarna och samlarna utgörs de av jordbrukare från Mellanöstern som kom till Europa för cirka 7 500 år sedan, samt överraskande nog en grupp från norra Eurasien som genetiskt kopplar samman européer och ursprungsbefolkningar i Amerika. Dagens nordeuropéer har en högre grad av släktskap med jägar/samlare och sydeuropéer har en högre grad av släktskap med de tidiga jordbrukarna.

### Yngre stenålder till medeltid
Med yngre stenåldern och bronsåldern började en lång historia av stora kulturella och ekonomiska omvandlingar, först vid Medelhavet och senare längre norrut och österut. Särskilt stort bestående inflytande hade antikens Grekland samt romerska riket, som under en period förenade hela södra Europa och andra kustområden vid Medelhavet i ett imperium. I Romarriket kunde också den nya religionen kristendomen utbredas snabbt. Under kejsaren Konstantin den store blev kristendomen statsreligion och dess inflytande har fortsatt till vår tid.
Medeltiden var präglad av konkurrensen mellan den nya romerska kejsaren i väst och den gamla romerska kejsaren i Bysans. Europa delades i ett östligt och ett västligt område efter deras respektive inflytande. Missionärer spred kristendomen över norra och östra Europa, så att hela Europa blev kristet. I västra Europa var det konkurrens mellan kejsare och påve om övermakten. Reformationen på 1500-talet delade kyrkan i en katolsk och en protestantisk del. Religionskrig följde på denna delning, och 1618 till 1648 förhärjade trettioåriga kriget stora delar av Mellaneuropa.

### Nyare tid
Sedan 1400-talet byggde europeiska länder (särskilt Spanien, Portugal, Ryssland, Nederländerna, Frankrike och Storbritannien) koloniala imperier med stora besittningar i Afrika, Amerika och Asien. Europa har haft ett mycket stort inflytande på andra världsdelar (till exempel genom kristen mission, kolonialism, slavhandel, annan handel och kultur). På 1700-talet förde upplysningen fram nya ideal som tolerans, människovärde, jämlikhet och frihet. 1789 kom genom franska revolutionen för första gången borgerligheten till makten. I början av 1800-talet hamnade halva Europa under den franske kejsaren Napoleon I:s välde, tills han led nederlag i Ryssland 1812. Industrialiseringen började i delar av Europa på 1700-talet och förändrade livet för breda befolkningsskikt. Som en följd av arbetarnas fattigdom uppstod på 1800-talet socialistiska rörelser. 1800-talet var också en tid av stark strävan mot demokrati, men även av reaktion och imperialism. Både första världskriget (1914 till 1918) och andra världskriget (1939 till 1945) utbröt i Europa och orsakade stor förödelse.
Efter andra världskriget och under kalla kriget var Europa indelat i två stora politisk-ekonomiska block: de socialistiska länderna i Östeuropa och de kapitalistiska länderna i Västeuropa. Det talades då om järnridån som skilde Europas stater från varandra. Först perestrojka och glasnost ledde i mitten av 1980-talet till en politisk kursändring i Sovjetunionen. 1989 öppnades östblocket, Berlinmuren föll, och Sovjetunionen och Warszawapakten upplöstes.
Sedan de sista årtiondena på 1900-talet har Europas länder närmat sig varandra, vilket visar sig bland annat genom institutioner som Europeiska unionen. Samtidigt har nya konflikter i Europas utkant eller närhet påverkat både ekonomi och politik. Både Jugoslaviens upplösning och Arabiska våren ledde till stora flyktingströmmar mot Europa, liksom politiska utmaningar för EU:s och Natos medlemsländer. Efter Warzawapakten har Nato vuxit i Central- och Östeuropa, parallellt med att ett alltmer politiskt och militärt aktivt Ryssland återigen vill öka sin påverkan på politiken i sina grannstater. 2008 var Ryssland i krig med Georgien, och 2022 inledde Ryssland en invasion av Ukraina (åtta år efter landets annektering av Krim), den största attacken på ett europeiskt land sedan andra världskriget.

## Politik

### Europeiska politiska organisationer

EU:s och Europarådets flagga är vanlig att se på många håll i Europa.

Den mest betydelsefulla politiska organisationen i Europa är Europeiska unionen (EU). EU är ett fördragsbundet samarbete med ett folkvalt parlament, ett ministerråd med en ordförande och en ”utrikesminister”. EU omfattar 27 europeiska stater, och förväntas under de kommande årtiondena utvidgas till att omfatta flera andra. De flesta nya lagar som fattas inom EU:s medlemsstater kommer till efter direktiv eller förordningar från EU, vars lagstiftning står över de enskilda staternas inom unionens befogenhetsområden. EU driver nästan all utrikes- och handelspolitik från medlemsstaterna mot omvärlden. EU:s föregångare var Europeiska kol- och stålgemenskapen, som grundades 1952 av Belgien, Nederländerna, Luxemburg, Tyskland, Italien och Frankrike. Tillsammans med Europeiska atomenergigemenskapen (Euratom) och Europeiska ekonomiska gemenskapen 1958 blev dessa de ”Europeiska gemenskaperna”. Med Maastrichtfördraget bildades Europeiska unionen den 1 november 1993 och innefattar de tidigare samarbetena. EU beskrivs av statsvetare som ett mellanting mellan en mellanstatlig organisation och en stat.
Europarådet grundades 1949 av tio stater. När Montenegros inträdesansökan blev godkänd 2007, fick organisationen 47 medlemsstater. Därmed är det endast Vatikanstaten och Belarus samt det mindre Europaorienterade Kazakstan som står utanför.
En annan betydande organisation är Organisationen för säkerhet och samarbete i Europa (OSSE), som grundades 1975 som en blocköverskridande instans under namnet Europeiska säkerhetskonferensen (ESK), och som förutom de europeiska länderna även innefattar USA och Kanada.
Större delen av de länder som tillhörde EFTA, som grundades på 1950-talet, har senare blivit medlemmar av EU. Efter Storbritanniens utträde ur EU 2020 har EU 27 medlemsstater. Ytterligare ett antal länder förhandlar om medlemskap. Utöver EU och EFTA finns ytterligare två Europeiska frihandelsområden – CEFTA (Centraleuropeiska frihandelsavtalet) som tappat medlemmarna Rumänien och Bulgarien samt BAFTA (Baltiska frihandelsområdet) som upplöstes vid baltstaternas EU-inträde 2004.

### Stater och viktiga organisationer
- Samtliga stater i Europa, förutom Ryssland, Belarus och Vatikanstaten, är medlemmar i Europarådet.
- 32 stater är republiker, medan 12 är monarkier.
- 29 av dagens 45 stater var självständiga år 1990.
- 27 stater är medlemmar av EU.
- 26 stater är anslutna till Schengensamarbetet.
- 30 stater är medlemmar i Nato.
- 23 stater använder euro som valuta.
- 15 stater är medlemmar av EU, Schengensamarbetet och Europarådet samtidigt som euro är deras myntenhet.
- 4 stater – Schweiz och de tre mikrostaterna Andorra, Monaco och San Marino – har specialavtal[förtydliga] med EU.
- 4 stater är medlemmar av Europeiska frihandelssammanslutningen.

### Regionala organisationer
Maastrichtfördragets subsidiaritetsprincip är bland annat inspirerad av och tar sig uttryck i ett lapptäcke av regionala samarbeten på olika nivåer. Med ett begrepp myntat 1968 av den schweiziske essäisten och filosofen Denis de Rougemont (1906–1985) talar man om Regionernas Europa.

#### Mellanstatliga samarbeten
Vid sidan av de stora paneuropeiska samarbetena finns flera regionala mellanstatliga samarbeten: Nordiska rådet och Nordiska ministerrådet; Baltiska rådet; Benelux; Centraleuropeiska initiativet (CEI); Visegrádgruppen och British-Irish Council. Arktiska rådet, Black Sea Economic Cooperation (BSEC), GUAM och Medelhavsunionen är samarbeten mellan stater i Europa och angränsande regioner.

#### Samarbeten på flera nivåer
Östersjösamarbetet, Barentssamarbetet, Alp-Adria-samarbetet och Rådet för kommuner och regioner i Europa (CEMR) består av samarbeten på olika administrativa nivåer.

#### Samarbeten på regionnivå
För samarbeten mellan regionala administrationer (exempelvis län) finns Europarådets kommunalkongress (CLRAE) inom Europarådet. Inom EU finns Regionkommittén samt Regionala lagstiftande församlingar (CALRE). De så kallade EU-regionerna är sammanslutna i Europeiska gränsregionförbundet (AEBR). Ett fristående nätverk är Assembly of European Regions (AER).
Conference of Peripheral Maritime Regions of Europe (CPMR) består av sex kommissioner för regionala administrationer: Östersjökommissionen, Nordsjökommissionen, Islands Commission, Atlantic Arc Commission, Intermediterranean Commission och Balkan and Black Sea Regional Commission.

#### Samarbeten på lokal nivå
För samarbete mellan lokala administrationer finns Eurocities samt Vänortsrörelsen, som är manifesterad i flera olika sammanslutningar.

### Politisk indelning

#### Stater
Följande 45 stater räknas till Europa enligt ett större antal källor. De har alla sina huvudstäder samt minst 75 procent befolkningen inom Europas geografiska gränser. Dessa stater räknas till Europa enligt FN. Samma indelning görs i den geografiska litteraturen; både svenska geografiska böcker, internationella (engelska) atlaser, och akademisk litteratur i regional geografi.
- Albanien (huvudstad: Tirana)
- Andorra (huvudstad: Andorra la Vella)
- Belarus (huvudstad: Minsk)
- Belgien (huvudstad: Bryssel)
- Bosnien och Hercegovina (huvudstad: Sarajevo)
- Bulgarien (huvudstad: Sofia)
- Danmark (huvudstad: Köpenhamn)
- Estland (huvudstad: Tallinn)
- Finland (huvudstad: Helsingfors)
- Frankrike (huvudstad: Paris)
- Grekland (huvudstad: Aten)
- Georgien (huvudstad: Tbilisi)
- Irland (huvudstad: Dublin)
- Island (huvudstad: Reykjavík)
- Italien (huvudstad: Rom)
- Kroatien (huvudstad: Zagreb)
- Lettland (huvudstad: Riga)
- Liechtenstein (huvudstad: Vaduz)
- Litauen (huvudstad: Vilnius)
- Luxemburg (huvudstad: Luxemburg)
- Malta (huvudstad: Valletta)
- Moldavien (huvudstad: Chișinău)
- Monaco (huvudstad: Monaco)
- Montenegro (huvudstad: Podgorica)
- Nederländerna (huvudstad: Amsterdam och Haag)
- Nordmakedonien (huvudstad: Skopje)
- Norge (huvudstad: Oslo)
- Polen (huvudstad: Warszawa)
- Portugal (huvudstad: Lissabon)
- Rumänien (huvudstad: Bukarest)
- Ryssland (huvudstad: Moskva)
- San Marino (huvudstad: San Marino)
- Schweiz (huvudstad: Bern)
- Serbien (huvudstad: Belgrad)
- Slovakien (huvudstad: Bratislava)
- Slovenien (huvudstad: Ljubljana)
- Spanien (huvudstad: Madrid)
- Storbritannien (huvudstad: London)
- Sverige (huvudstad: Stockholm)
- Tjeckien (huvudstad: Prag)
- Tyskland (huvudstad: Berlin)
- Ukraina (huvudstad: Kiev)
- Ungern (huvudstad: Budapest)
- Vatikanstaten (huvudstad: Vatikanstaden)
- Österrike (huvudstad: Wien)

#### Särskilda områden
Se även Regionala lagstiftande församlingar och Europeiska unionsrättens territoriella tillämpningsområde. Källor
- Athos (huvudstad: Karyes) – självstyrande område i Grekland.
- Färöarna (huvudstad: Tórshavn) – likställd men självstyrande del av Danmark.
- Gibraltar (huvudstad: Gibraltar Town) – självstyrande utomeuropeiskt territorium, avhängigt Storbritannien.
- Guernsey (huvudstad: St. Peter Port) – självstyrande område, associerat med Storbritannien (kronbesittning).
- Isle of Man (huvudstad: Douglas) – självstyrande område, associerat med Storbritannien (kronbesittning).
- Jan Mayen – obebott område avhängigt Norge.
- Jersey (huvudstad: Saint Helier) – självstyrande område, associerat med Storbritannien (kronbesittning).
- Kosovo (huvudstad: Pristina)
- Svalbard (huvudstad: Longyearbyen) – område avhängigt Norge.
- Åland (huvudstad: Mariehamn) – självstyrande län i Finland.

#### Stater som har delar av ytan i Europa
- Ryssland har ungefär en fjärdedel av sin landmassa inom Europas geografiska gränser. Denna fjärdedel består av Rysslands historiska kärnland med cirka 75 procent av befolkningen (cirka 100 miljoner människor).
- Azerbajdzjan är en republik i sydöstra Kaukasien som geografiskt ligger till största del i Asien men med en liten landremsa i Europa. Politiskt brukar landet ibland ses som europeiskt och det är medlem av Europarådet sedan 2001.[37]
- Kazakstan har, om man utgår från den traditionella avgränsningen längs Uralfloden, en mindre del av sin yta i Europa, resten i Asien. Det europeiska området har, trots att det till ytan är större än flera europeiska länder, endast en liten andel av landets befolkning. Kazakstan är kulturellt och politiskt delat mellan Centralasien och den ryska kultursfären. Landet är medlem i bland annat OSSE och UNECE.
- Turkiet har, utifrån den geografiska gränsdragningen mellan Europa och Asien genom Bosporen-Dardanellerna, endast 3 procent av sin yta i Europa och resten i Mindre Asien. I den europeiska delen ligger delar av landets största stad, Istanbul, som var Östroms och Bysans historiska huvudstad Konstantinopel. Politiskt ingår Turkiet i den europeiska sfären, bland annat genom sitt medlemskap i Nato, Europarådet och tullunionen med Europeiska unionen, men landets förhandlingar om fullt medlemskap i unionen är omstridda.

#### Stater utanför Europa som är medlemmar i europeiska organisationer
- Armenien – den transkaukasiska staten Armenien räknas geografiskt till Asien. Historiskt och kulturellt är emellertid landet Armenien nära förbundet med Europa, och är medlem i europeiska mellanstatliga organisationer.
- Cypern – ön Cypern ligger i östligaste Medelhavet, nära Asiens kust, dit den därmed räknas geografiskt. Historiskt och kulturellt är emellertid landet Cypern nära förbundet med Europa, och är medlem i europeiska mellanstatliga organisationer. Sedan maj 2004 är republiken Cypern medlem i EU.

#### Områden utanför Europa som är likställda delar av europeiska stater
Se även: Regionala lagstiftande församlingar. Källor
- Azorerna och  Madeira – ögruppen Azorerna och ön Madeira i Atlanten är självstyrande regioner i Portugal.
- Ceuta och  Melilla – städerna Ceuta och Melilla på den nordafrikanska kusten, är självstyrande områden tillhörande Spanien (ibland sammanförda under samlingsbeteckningen Plazas de soberanía).
- Kanarieöarna utanför Afrikas kust, är en av Spaniens autonoma regioner.
- Franska Guyana och Guadeloupe och Martinique samt Réunion och Mayotte – Franska Guyana i Sydamerika; Guadeloupe och Martinique i Karibien samt Réunion och Mayotte i Indiska oceanen är fyra av Frankrikes regioner. Se även Frankrikes utomeuropeiska departement.
- Grönland utanför Nordamerikas kust är en självstyrande del av Danmark.
- Aruba,  Curaçao och  Sint Maarten i Karibien är självstyrande delar av Nederländerna.  Bonaire, Saba och Sint Eustatius är nederländska kommuner.

#### Områden utanför Europa som äravhängigaav europeiska stater
Källor
- Till Frankrike hör: Saint-Pierre och Miquelon, Franska Polynesien, Nya Kaledonien, Wallis- och Futunaöarna, Saint-Barthélemy, Saint-Martin, Adélieland, Amsterdamön, Crozetöarna, Îles Éparses, Kerguelenöarna, Saint-Paulön.
- De antarktiska områdena Bouvetön och Peter I:s ö tillhör Norge. Norge gör även anspråk på Dronning Maud Land.
- Till Storbritannien hör följande områden: Anguilla, Bermuda, Brittiska Jungfruöarna, Falklandsöarna, Caymanöarna, Montserrat, Pitcairnöarna, Sankta Helena, Ascension och Tristan da Cunha, Turks- och Caicosöarna, Sydgeorgien och Sydsandwichöarna, Sydorkneyöarna, Sydshetlandsöarna. Storbritannien gör även anspråk på Brittiska Antarktis.

#### Självutnämnda stater
Se även: Lista över väpnade konflikter i Europa efter 1989, Lista över stater som saknar fullt internationellt erkännande.
- Abchazien (huvudstad: Suchumi)
- Nordcypern (huvudstad: Nicosia)
- Sydossetien (huvudstad: Tschinvali)
- Transnistrien (huvudstad: Tiraspol)

## Ekonomi
Europa har en lång historia som världens rikaste och mest produktiva världsdel. Vid tiden för Kristi födelse beräknas Västeuropas produktivitet per capita varit cirka 30 procent högre an världens genomsnitt. År 1500 hade denna fördel stigit till 40 procent. Efter vetenskapens utveckling och den industriella revolutionen i Europa tilltog försprånget snabbt, år 1700 producerade en genomsnittlig europé nära 70 procent mer än världens genomsnittsinvånare, och 1850 var övertaget hela 150 procent. Kring år 1900 hade Västeuropas världsledande roll som världens mest produktiva område övertagits av den tidigare europeiska kolonin USA, men Europa har fortsatt att tillhöra världens rikaste, mest produktiva och kunskapsproducerande regioner.

### Näringsliv

#### Finanscentra
Det finns flera definitioner och rankningar av internationella finanscentra. Kriterier kan till exempel vara storleken på värdepappershandeln eller hur många multinationella företag som har kontor där, liksom bruttoregionprodukt (BRP), den regionala motsvarigheten till BNP. De städer som främst brukar nämnas i Europa är London, Paris, Rhen-Ruhr (med bland annat Dortmund, Köln, Düsseldorf och Bonn), Milano, Randstad (det vill säga Amsterdam, Rotterdam, Haag och Utrecht med flera), Rhen-Main-området (med bland annat Frankfurt am Main), Madrid, Bryssel/Antwerpen, Zürich och Moskva.

#### Handel
Handeln har alltid varit en viktig del av den europeiska ekonomin; den blev en nödvändighet på grund av den regionala specialiseringen. Naturtillgångar är som på de flesta håll viktigt för ekonomin. Av icke-förnyelsebara naturtillgångar har till exempel Sverige järn och Ryssland, Norge och Rumänien har olja. Jordbruksrelaterade naturtillgångar produceras över hela Europa. De styrs av klimatet och jordmån, till exempel produceras mycket trä i Sverige och Finland samt till exempel citrusfrukter och olivolja till södra Europa. Europa är tätbefolkat och har en väl utvecklad industri vilket gör att världsdelen exporterar industriprodukter och importerar stora mängder petroleumprodukter, metaller, råmaterial och mat. Industrin bygger ofta på förädling av landets naturtillgångar, både från jordbruk och icke-förnyelsebara.
Europa har en ledande roll i världshandeln och står för mer än hälften av världens samlade import och export; västeuropeiska länder står för huvuddelen av denna handel. Under kolonialtiden höll många europeiska länder områden i andra världsdelar som de använde som "sina" marknader. Ett återkommande problem för Europas handel med resten av världen är valutakurserna.

#### Arbetsmarknad
De europeiska länderna skiljer sig mycket åt vad gäller hur väl arbetstagare och arbetsgivare är organiserade i fackföreningar och arbetsgivarorganisationer. Flera länder, exempelvis Frankrike och Tyskland, har lagstiftning om minimilöner. I Frankrike har kollektivavtalen hög täckningsgrad tack vare lagfäst så kallad allmängiltigförklaring. Sverige saknar statlig reglering av såväl minimilöner som utsträckning av kollektivavtal till oorganiserade arbetsgivare. En del av senare har däremot hängavtal med ett fackförbund. I de nordiska länderna har förhandlingar mellan arbetsmarknadens parter och reglering genom kollektivavtal större betydelse än i många öst- och sydeuropeiska länder där avtalssystemen försvagats kraftigt efter den finanskris som inleddes 2008.

#### Turism
Internationellt utbyte av tänkande och idéer har varit en viktig del av den europeiska kulturen sedan de första universiteten på 1100-talet och ännu tidigare genom de religiösa pilgrimsfärderna. Från 1500-talet blev bildningsresan finalen på unga aristokraters utbildning. Genom romantikens kult av antikens Aten och Rom, uppstod fröet till den moderna turismen som en näringsgren inom handel med tjänster. 1845 grundade Thomas Cook Europas första resebyrå. De första turistföreningarna bildades under 1800-talets sista decennier.
Efter andra världskriget har turismen blivit en massföreteelse. Charterresorna inleddes i början av 1950-talet och har vuxit till storindustri. De över tid främsta europeiska chartermålen har varit Mallorca, Gran Canaria och Rhodos, men även vintersportmålen i Alperna är betydande. Bland länder är Frankrike, Spanien, Italien, Tyskland och Storbritannien störst som internationella resmål, och alla fem är bland världens tio största turistländer. 1972 startade InterRail, vilket möjliggjorde en ny typ av bildningsresa för främst de unga generationerna sedan dess.

### Infrastruktur
Två stora trafiksystem sammanbinder Europa i väst och öst. Dessa är Transeuropeiska transportnät och Paneuropeiska transportkorridorerna. Byggandet av motorvägar inleddes i Tyskland och Italien på 1930-talet. Ett växande antal broar och tunnlar förbinder Europas nationer och regioner. Till de större interregionala infrastrukturprojekten hör Sankt Gotthardstunneln (1980), Kanaltunneln (1994), Stora Bältbron (1998) och Öresundsförbindelsen (2000).
Klassiska interkontinentala järnvägslinjer är Orientexpressen (från 1883) och Transsibiriska järnvägen (från 1897). EuroCity-nätet invigdes 1987 men dessa tåg ersätts allt mer av snabbtåg och höghastighetståg som TGV, X 2000, ICE med flera. Med höghastighetstågen har tågtrafiken börjat konkurrera med flyget. Den första linjen invigdes 1981 med TGV-tåg mellan Paris och Lyon.

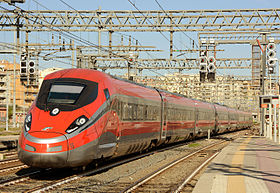
Det italienska tåget (Frecciarossa 1000) har en topphastighet om 400 km/h.

En livsnerv, såväl i nutiden som historien, är Donau, störst av Europas vattenvägar. Dessa har stor politisk och ekonomisk betydelse för transporter, kraftutvinning, dricksvattentäkter, bevattningssystem och fiske. För att reglera uttaget av resurser samt miljöproblem som utsläpp och risker för översvämning finns vattenvårdsförbund. Dessa kan bestå av stater lika väl som lokala förvaltningar, privata företag och olika organisationer. Europas största hamnar i fråga om lastat och lossat gods är: Rotterdam i Nederländerna (nummer 3 i världen 2005); Antwerpen i Belgien; Hamburg i Tyskland; Marseille och Le Havre i Frankrike; Amsterdam i Nederländerna; Novorossijsk i Ryssland; Algeciras i Spanien (nummer 50 i världen 2005) samt Bremen/Bremerhaven i Tyskland och Felixstowe i England. När EU avskaffade taxfree 1999 innebar detta ett avbräck för färjetrafiken, som sedan dess även mötts av ökad konkurrens från lågprisflyget. Detta gäller passagerartrafiken. För transporter med långtradare och tåg mellan Europas många havsregioner är färjelinjerna fortfarande viktiga.
Det reguljära trafikflyget startade på 1910-talet, men fick växande betydelse efter andra världskriget. Europas äldsta fortfarande existerande flygbolag är nederländska KLM som startades 1919. Vad gäller mängden internationella passagerare, är det också ett av världens fem största flygbolag, tillsammans med tyska Lufthansa, franska Air France och brittiska British Airways. Vad gäller den totala mängden passagerare är de största flygnaven i Europa: London-Heathrow flygplats (nummer 3 i världen 2006); Paris-Charles de Gaulle flygplats i Paris; Frankfurt Mains flygplats; Amsterdam-Schiphols flygplats utanför Amsterdam och Adolfo Suárez Madrid-Barajas flygplats (nummer 13 i världen 2006).

### Naturresurser

#### Mineral
Europa har bergarter och geologiska strukturer från nästan alla geologiska perioder vilket gör att Europa haft tillgång till ett brett utbud av användbara mineraler. Kontinenten har stora mängder kol som spelar en viss, om än minskande, roll för att smälta andra mineraler. Ett kolrikt bälte går diagonalt genom Europa från Storbritannien genom Belgien, Nederländerna, Frankrike (främst Lorraine), Tyskland (främst Nordrhein-Westfalen och Saarland) och Schlesien (i södra Polen), Donetskbäckenet (i östra Ukraina) och Uralbergen. Europa saknar i stort betydande oljefyndigheter, dock finns stora fyndigheter i Ryssland. I Nordsjön utvinns olja av Norge och Storbritannien och i Svarta havet av Rumänien. Uranfyndigheter finns i många Europeiska länder, däribland Frankrike, Spanien, Ungern, Estland, Ukraina och Sverige. De största reserverna av järnmalm finns i Kryvyj Rih i Ukraina och i Magnitogorsk och i närheten av Kursk i Ryssland. I resten av Europa är det bara Frankrike och Sverige som är lämpliga för storskalig gruvdrift. Kopparreserver finns i Skandinavien, södra Uralbergen och kring Medelhavet. Bauxit förekommer i hela Europa, men främst på Balkanhalvön och i Ungern. Reserverna av guld och silver är i princip slut; metallerna tillverkas bara i små mängder, främst i Sverige och Spanien.

#### Vatten
Europas bergs- och höglandsregioner förser världsdelens floder och sjöar med vatten; dessa förser sedan i sin tur lågländerna med vatten. Kring Medelhavet finns det så gott som inget ytvatten under somrarna. Undantag är norra och nordvästra Iberiska halvön som har gott om regn, norra Italien som har sommarregn och får vatten från alpfloderna samt i Apenninerna. Det ökade behovet av vatten för industri och hushåll har gjort lågländerna beroende av högländerna för att få vatten. Samtidigt har föroreningar bidragit till denna vattenbrist. Jämfört med andra delar av världen har Europa dock gott om vatten.

## Demografi
Europa har cirka 730 miljoner invånare och är därmed efter Asien och Afrika den tredje folkrikaste världsdelen. Europa tillhör de mer tätbefolkade områdena på jorden, med genomsnittlig befolkningstäthet på 66 personer per kvadratkilometer. Framför allt i Väst-, Mellan- och Sydeuropa är befolkningstätheten relativt hög, medan den avtar starkt längre norrut och österut.

### Språk
Över 90 procent av Europas invånare talar språk som tillhör den indoeuropeiska språkfamiljen men det finns även språk som tillhör andra språkfamiljer. Bland de indoeuropeiska är de slaviska, germanska och romanska språkgrupperna mest utbredda. Även grekiska, albanska, baltiska språk och keltiska språk samt romani räknas till de indoeuropeiska språken. Som lingua franca inom världsdelen fungerar engelska, franska, tyska och ryska. Engelska, portugisiska, franska och spanska har genom kolonialismen spridits till stora delar av världen och blivit världsspråk. Engelskan har efter andra världskriget undan för undan stärkt sin ställning som världens mest spridda andraspråk. Engelska är det mest använda språket vid internationella förhandlingar liksom inom näringsliv, media och underhållning.
De uraliska språken är den näst största språkfamiljen i Europa. De indelas vidare i samojediska språk, som talas av några få tusen människor i den nordostligaste delen av Europa, och finsk-ugriska språk, en betydligt större gren. Dit räknas framförallt finskan, ungerskan och estniskan, som är viktiga nationalspråk, och minoritetsspråken samiska i Norden och ett antal andra i Ryssland.
I den europeiska delen av Turkiet är turkiskan, som tillhör de turkiska språken, officiellt språk. Det talas även av minoriteter i grannländerna, särskilt i Bulgarien. Andra turkiska språk som gagauziskan och tatariskan är minoritetsspråk i olika delar av östra och sydöstra Europa. Det kalmuckiska språket, som talas vid Europas östra gräns nära Volga, är det enda mongoliska språket i Europa. Maltesiskan på Malta är det enda semitiska språk som används som officiellt språk i ett europeiskt land. Baskiskan, som talas i norra Spanien och sydvästra Frankrike, är ett isolatspråk som saknar kända släktingar. Dessutom talas i dag många olika språk från olika språkfamiljer av personer som invandrat till världsdelen under senare tid.
Det vanligaste alfabetet i Europa är det latinska alfabetet som har vissa mindre variationer inom de olika länderna. Detta följs av det kyrilliska alfabetet (i Ryssland, Belarus, Ukraina, Bulgarien, Serbien, Montenegro och Nordmakedonien) och det grekiska alfabetet.

### Etniska minoriteter
De språkliga och etniska minoriteternas intressen skyddas av de båda konventionerna Europarådets stadga om landsdels- eller minoritetsspråk och Europarådets ramkonvention om nationella minoriteter. Frågor om minoritetsspråk bevakas av Europeiska byrån för mindre använda språk (EBLUL) som verkar inom både EU och Europarådet.
Organisationerna för norra Europas ursprungsbefolkningar verkar i internationella sammanhang framförallt genom FN-organet FN:s permanenta forum för ursprungsfolk (UNFPII), vars arbete grundar sig på ILO:s konvention om ursprungsfolk och stamfolk. Många andra organisationer för etniska och språkliga minoriteter är sammanslutna i Federal Union of European Nationalities (FUEN) som bildades 1949. Nyare och mindre etablerad är den världsomspännande organisationen Unrepresented Nations and Peoples Organisation (UNPO).
Som en följd av invandring från Mellanöstern, Afrika, Asien och Latinamerika har Europa etniska minoriteter från dessa områden.

### Städer
Europas största städer med storstadsområde:
| Rank | Stad             | Land           | Stadskärna | Storstadsområde |
| ---- | ---------------- | -------------- | ---------- | --------------- |
| 1    | Moskva           | Ryssland       | 10 425 075 | 14 612 602      |
| 2    | London           | Storbritannien | 7 517 700  | 12 629 020      |
| 3    | Istanbul         | Turkiet        | 6 832 000  | 8 575 000       |
| 4    | Sankt Petersburg | Ryssland       | 4 580 620  | 4 830 552       |
| 5    | Berlin           | Tyskland       | 3 388 477  | 4 300 000       |

Det finns fem megastäder i Europa, som vuxit till över 10 miljoner invånare. Dessa är London; Moskva; Rhen-Ruhr (med bland annat Dortmund, Köln, Düsseldorf och Bonn); Paris och Istanbul (ligger delvis i Europa). Dessutom finns sex storstadsregioner som passerat fem miljoner invånare: Milano; Randstad (det vill säga Amsterdam, Rotterdam, Haag och Utrecht med flera); Madrid; Sankt Petersburg; Rom och Rhen-Main-området (med bland annat Frankfurt am Main).

### Religion
Kristendomen dominerar som Europas huvudreligion. Omkring 75 procent av invånarna beräknas vara kristna, främst katoliker, protestanter och ortodoxa. Andra stora religioner i världsdelen är islam med ungefär 7 procent av befolkningen (främst folkgrupper i Sydosteuropa samt invandrare från muslimska länder), samt judendomen. Dessutom finns andra religioner företrädda bland invandrare från andra världsdelar, som sikhism, hinduism, buddhism och traditionella östasiatiska läror. Europa är den världsdel som har den lägsta andelen bahá'í-troende.
Europa är en av världens mest sekulariserade regioner. Omkring 18 procent av européerna räknas som icke-troende, särskilt i norr, i nordväst och i flera av de östeuropeiska länderna. Europas politiska system är numera nästan helt sekulariserade.
Bland Europas stater är det ett antal som anger officiell religion och/eller har kvar systemet med statskyrkor. Liechtenstein, Malta, Monaco, San Marino och Vatikanstaten är i denna mening katolska. Grekland och Serbien är ortodoxa, medan Danmark, Norge och Island är protestantiska. I England (del av Storbritannien) är den anglikanska kyrkan officiell och i Finland är både den lutherska och den ortodoxa kyrkan officiella. Vissa av Schweiz kantoner är officiellt katolska, andra officiellt protestantiska. Frankrike, Portugal, Turkiet, Rumänien och Azerbajdzjan är officiellt sekulära.
Under arbetet med EU:s konstitution inom konventet för Europas framtid drevs krav från framträdande krafter, att skriva in kristendomen som gemensam europeisk värdegrund, men förslaget kom inte med i den då slutliga versionen 2004. I minst lika hög grad som kristendomen, har arvet efter antikens och hellenismens Grekland och Rom, särskilt under renässansen på 1400-talet och 1500-talet samt upplysningen från det sena 1600-talet till det tidiga 1800-talet, haft avgörande inflytande på vad som i dag är bärande europeiska värderingar: demokrati, rättssäkerhet med grund i romersk rätt, alla människors lika värde, utvecklingen av mänskliga rättigheter med mera.
År 391 avskaffades religionsfriheten av kejsaren Theodosius I under inflytande av biskopen och kyrkofadern Ambrosius. Ingenstans har den sedan återinförts på kyrkans initiativ. 1493 välsignade påven Alexander VI Spaniens och Portugals kolonisering av Amerika i bullan Inter Caetera.
Andra religioner som har haft stort kulturellt inflytande i Europa är islam och judendomen, inte minst inom arkitektur, vetenskap och handel. Islam genom kalifatet i Córdoba på Iberiska halvön från 700-talet till 1200-talet och Osmanska riket på Balkan från 1300-talet till 1800-talet, samt genom korsfararstaterna i Mellanöstern från 1000-talet till 1300-talet. Judendomen genom diasporan från Jerusalems förstöring år 70 e.Kr. För utvecklingen av den tidiga penninghushållningen från 1300-talet till reformationen, var judisk invandring betydelsefull, på grund av det kristna förbudet mot att ta ränta (5:e Mos. 23:19). Detta har också varit ett av skälen till judeförföljelserna och de många pogromerna.
Det österländska inflytandet, från det mongoliska khanatet Gyllene horden i Ryssland från 1200-talet till 1400-talet, har inte tillnärmelsevis haft liknande betydelse. Trots den religiösa toleransen hos ledarskiktet, som sedermera omvändes till islam, har historieskrivningen framförallt handlat om erövringståg och främmande härskare.

## Kultur

Mona Lisa av Leonardo da Vinci hänger på Louvren.

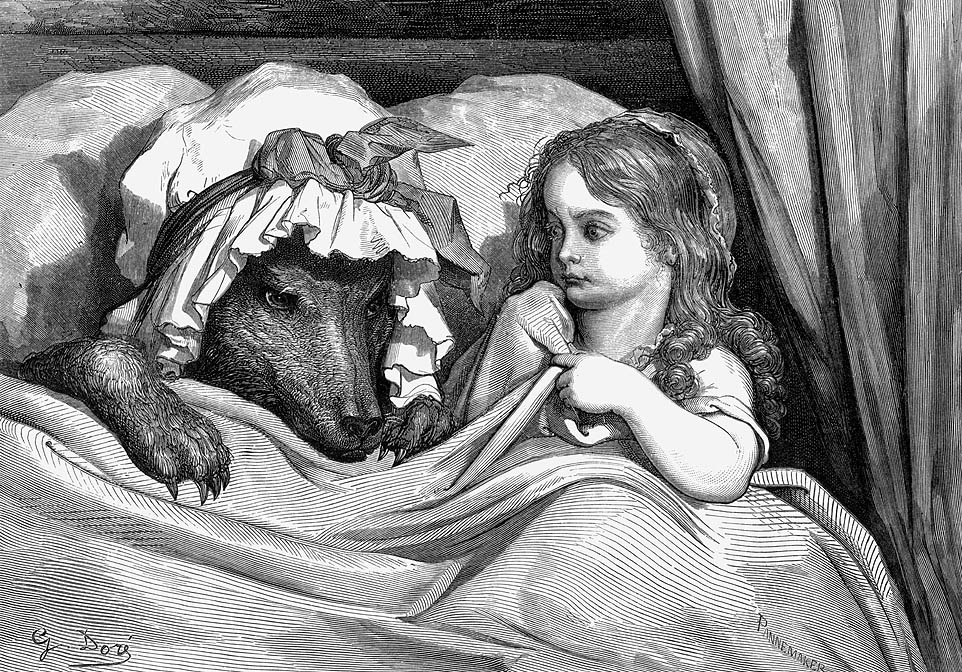
Gustave Dorés illustration till Rödluvan, en av bröderna Grimms nedtecknade folksagor.

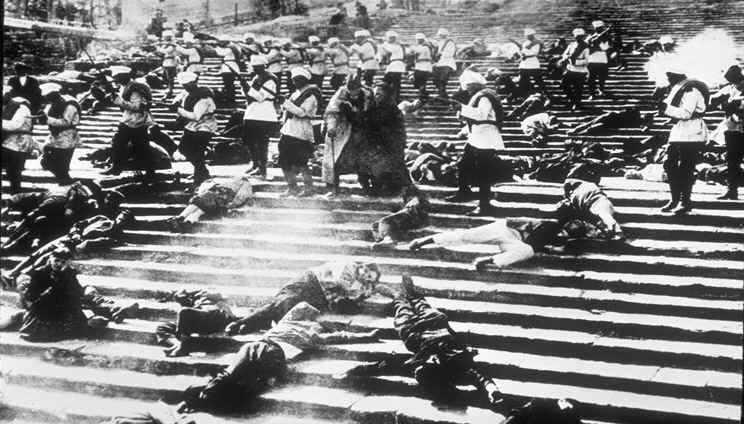
Stillbild från filmen Pansarkryssaren Potemkin av Sergej Eisenstein.

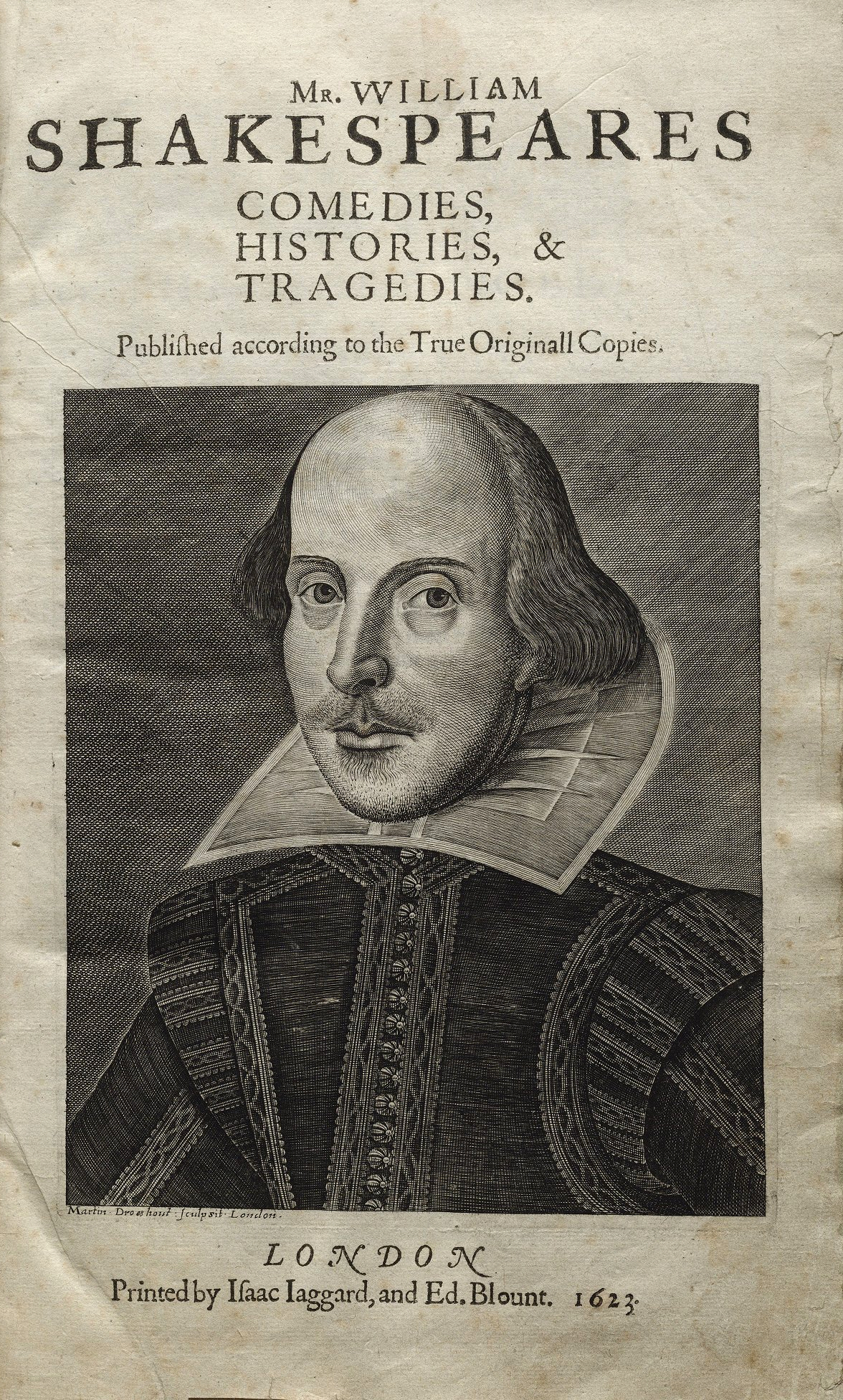
William Shakespeare på titelbladet till förstautgåvan av hans pjäser 1623.

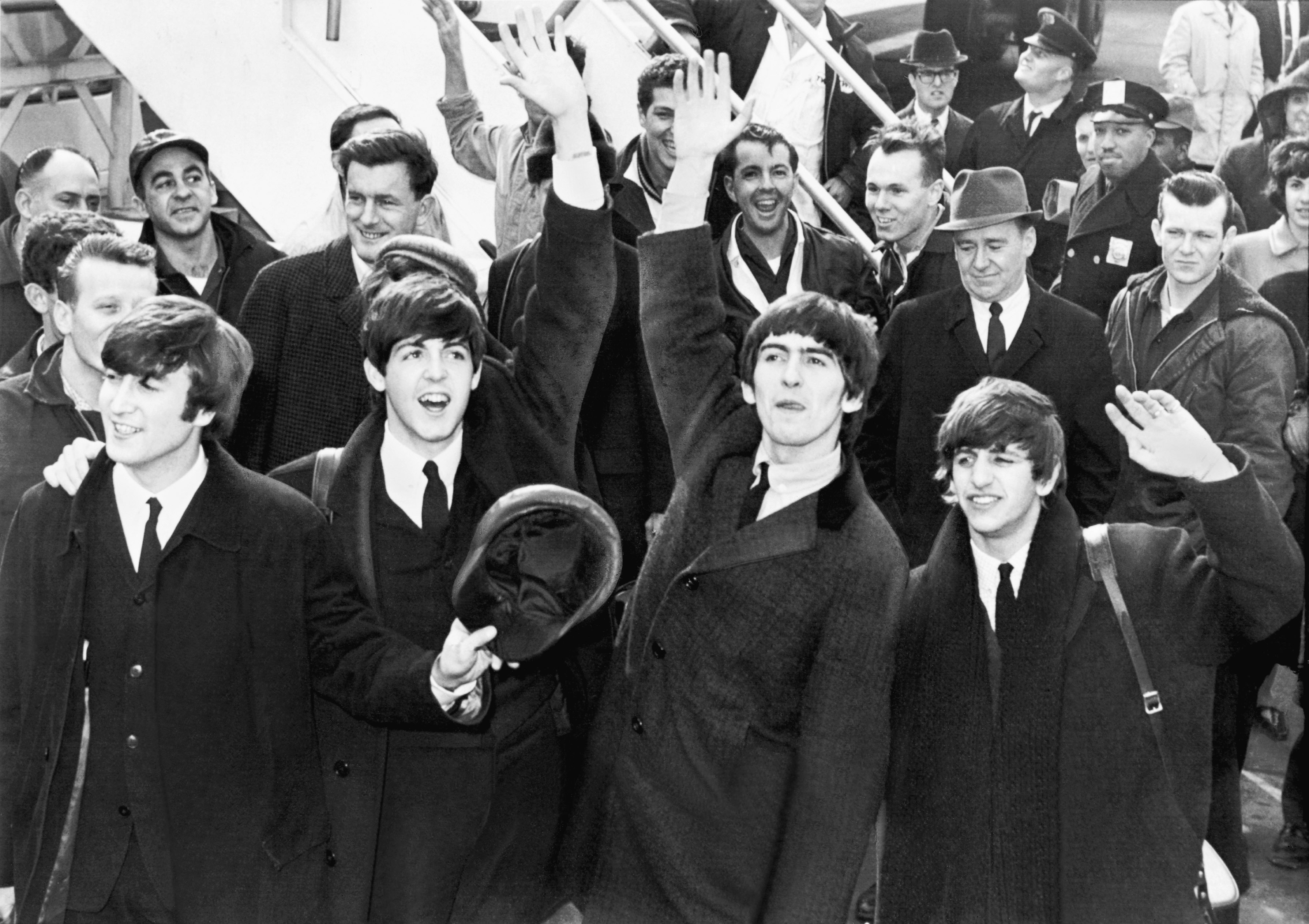
Popbandet The Beatles 1964.

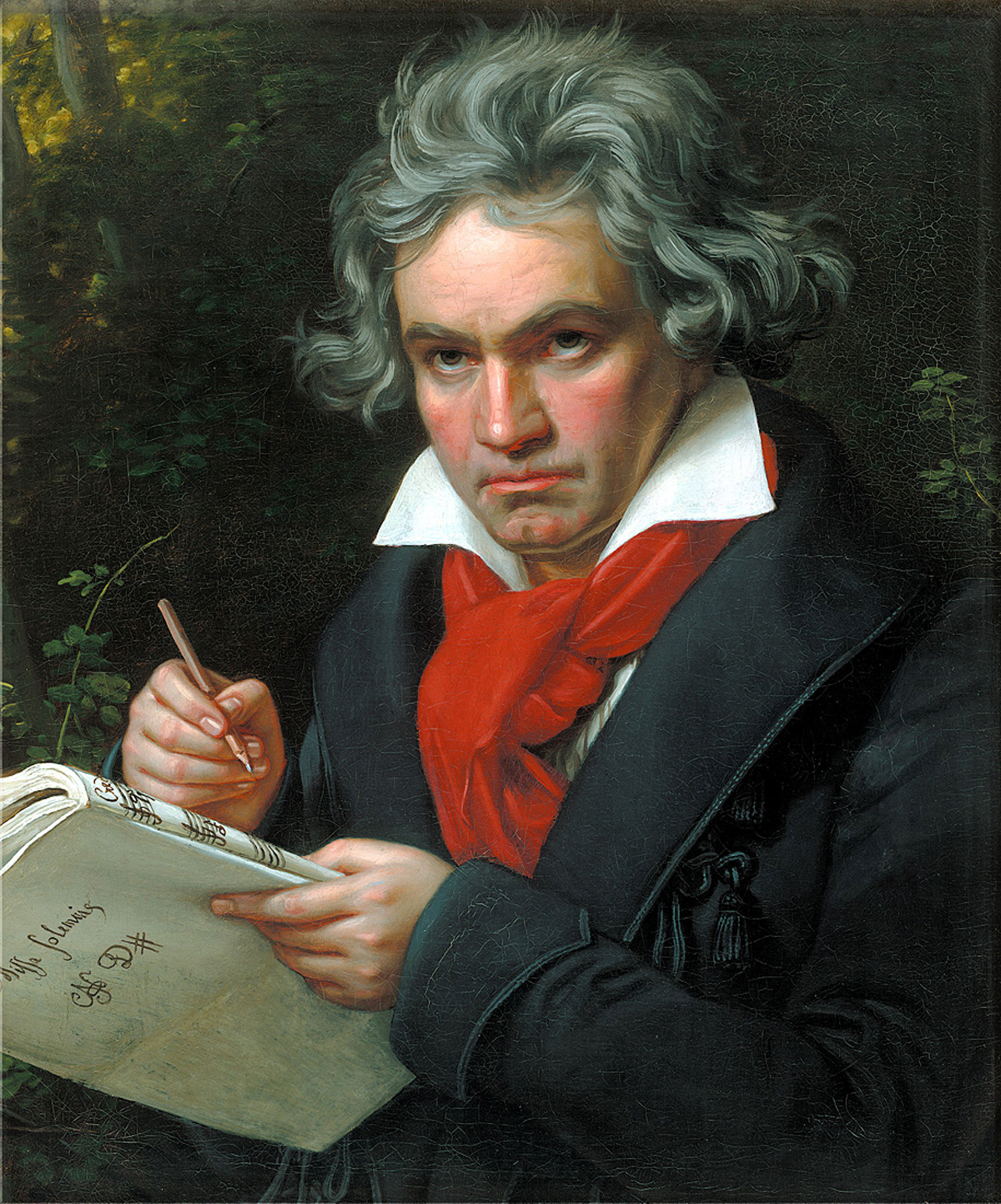
Ludwig van Beethoven som bland annat komponerat Europahymnen.

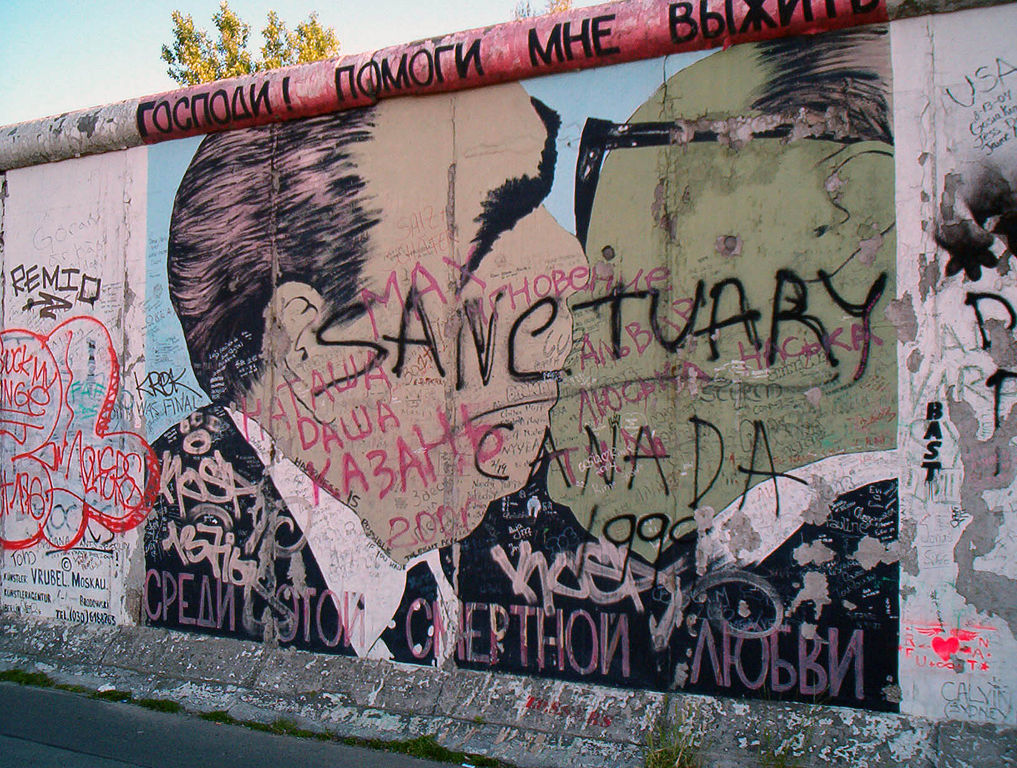
Graffiti på East Side Gallery, en sparad bit av Berlinmuren.

Ett framträdande drag i Europas kulturhistoria har varit hur dess nyskapande centrum flyttats från den ena staden till den andra. Ett av de allra mest betydelsefulla centra någonsin var Norditaliens stadsstater där renässansen föddes under 1400-talet. Inom målarkonsten har Leonardo da Vinci och Michelangelo Buonarroti blivit de för eftervärlden mest representativa namnen för denna epok.
Den elisabetanska teatern i London under andra halvan av 1500-talet och första halvan av 1600-talet, hade under sin tid begränsat internationellt inflytande jämfört med den rådande klassicismen. Sedan William Shakespeares dramatik återuppväcktes under romantiken, har denna epoks uttolkning utgjort normen för hur pjäserna "skall" spelas. Av klassicistiska dramatiker är Molière, som förenade klassicismens ideal med commedia dell'artes figurgalleri och stilgrepp, den mest spelade.
Under romantiken växte de tyska staterna fram som Europas kulturella nav. Den mest spridda nedteckningen av europeiska folksagor publicerades av bröderna Grimm 1812–1815. Förståelsen av dessa vidgades och fördjupades hundra år senare med spridningen av Carl Gustav Jungs analytiska psykologi, med begrepp som det kollektiva undermedvetna och arketyper.
Begreppet moralpanik myntades först 1972 av Stanley Cohen, men den första internationella moralpaniken orsakades redan 1774 av Johann Wolfgang von Goethes brevroman Den unge Werthers lidanden och den så kallade Werther-effekten.
Dante Alighieri var under början av 1300-talet pionjär inom att skriva litteratur på folkspråk. När Johannes Gutenberg (från europeisk horisont) uppfann boktryckarkonsten på 1440-talet, skapades förutsättningen för spridning av böcker i vidare kretsar. 1700-talets alltmer självmedvetna brittiska borgarklass bildade underlag för den nya skönlitterära genren romanen. Då läskunnigheten började bli mer allmän vid mitten av 1800-talet kunde romankonsten växa till ledande kulturbärare.
Runt sekelskiftet 1700/1800 blev Wien musikaliskt centrum med wienklassicismen, för eftervärlden företrädd av kompositörer som Wolfgang Amadeus Mozart och Ludwig van Beethoven. Med ursprung i wienervalsen fortsatte Wien under 1800-talet som operettens huvudstad.
Från tredje republikens införande 1870 och efter Pariskommunen 1871 etablerade impressionisterna Paris som ett kreativt centrum, vilket i stort sett varade ända fram till Nazitysklands ockupation 1940. Det modernistiska genombrottet inom konsten har kanske främst kommit att personifieras av Pablo Picasso. Andra viktiga centra för modernismens och avantgardismens olika riktningar var dels Berlin efter novemberrevolutionen 1918 och under den bräckliga Weimarrepubliken från 1919 fram till nazisternas maktövertagande 1933; samt Moskva efter ryska revolutionen 1917 och fram till Josef Stalins definitiva maktövertagande 1929, mycket av detta nådde inte väst förrän under tövädret efter Stalins död. Efter andra världskriget har inga lika självklara centra återuppstått.

### Evenemang och institutioner
Traditionen med internationella kulturfestivaler föddes under andra halvan av 1800-talet i industrialismens och nationalismens kölvatten. I den kulturhistoriska essäboken Industrialismens scen skildrar teatervetaren Ingvar Holm 1800-talets framväxande europeiska offentlighet. Med underrubriken "Ur revolutionernas och varumässornas teaterhistoria" avsåg han att karaktärisera den epok då Europa fick en internationell kulturell scen. Karaktäristiken var i själva verket en travesti på August Strindbergs "Skildringar från attentatens och jubelfesternas tidevarv", i sin tur underrubrik till Det nya riket från 1882. Utvecklingens stora startpunkt var världsutställningen i Londons Crystal Palace 1851. En av höjdpunkterna på denna klang- och jubel-estetik var uruppförandet av Giuseppe Verdis opera Aida vid Suezkanalens invigning 1871.
Från tiden efter andra världskriget härrör en lång rad internationella kulturevenemang, som startades i syfte att öka det europeiska utbytet och som bidragit till att bygga upp en europeisk identitet. Europeiska radio- och TV-unionen (EBU) är mest känd för Eurovision Song Contest, men är också en viktig förutsättning för TV- och radiofestivalerna Prix Italia och Prix Europa. Det mest prestigefyllda TV-priset är Guldrosen (tidigare känt som Montreuxfestivalen) som numera delas ut i Luzern. European Film Awards har delats ut sedan 1988, delvis som en motvikt till den dominerande amerikanska filmindustrin. De mest anrika filmfestivalerna är de i Cannes och Berlin samt den i Venedig, som organisatoriskt hör ihop med Venedigbiennalen, grundad redan 1895.
Även Bayreuthfestspelen, tillägnade Richard Wagners operor, är av äldre datum, grundade 1876, men nystartade 1951 efter ett längre uppehåll. Operafestivalen i Glyndebourne hölls första gången 1934. Bland de främsta operahusen är La Scala i Milano och Covent Garden i London. Framträdande kompanier för klassisk balett är Bolsjojbaletten i Moskva och Royal Ballet i London. Betydande kompanier inom modern dans är Cullbergbaletten i Stockholm, Tanztheater Pina Bausch i Wuppertal och Nederlands Dans Theater i Haag. Till de mest ansedda symfonirokestrarna räknas Berlinerfilharmonikerna, Wienerfilharmonikerna och London Symphony Orchestra.
Westdeutscher Rundfunks studio i Köln var under 1950- och 1960-talen ett centrum för elektroakustisk musik, en smal genre med stort inflytande på andra uttryck som filmmusik och popmusik. Utan jämförelse störst enskild betydelse för populärmusikens utveckling har The Beatles haft. Rockband som The Rolling Stones och Pink Floyd förstorade formatet att passa bäst på stora arenor. Live Aid på Wembley Stadium 1985 är en av de största konserterna någonsin. De två största rockfestivalerna är Roskildefestivalen på Själland och Glastonburyfestivalen i sydvästra England. Viktiga jazzfestivaler är North Sea Jazz Festival i Rotterdam och Pori Jazz i Björneborg.
Jämte Venedigbiennalen är konstmässan Documenta i Kassel, som grundades 1955, ett av de stora konstevenemangen. Till de främsta konstmuseerna för klassisk konst hör Louvren i Paris, National Gallery i London, Uffizierna i Florens, Eremitaget i Sankt Petersburg och Pradomuseet i Madrid. När det gäller modern konst kan Louisiana utanför Köpenhamn, Tate Modern i London, Centre Pompidou (Beaubourg) i Paris och Guggenheimmuseet i Bilbao nämnas. Bildbyrån Magnum som startades 1947 i Paris har varit ledande inom dokumentärfotografi och bildjournalistik. Det internationella Hasselbladpriset har delats ut sedan 1980 för "framstående fotografisk gärning".
Bokmässan i Frankfurt är en av världens största. Nobelpriset i litteratur har till stora delar varit en europeisk angelägenhet. Sedan det började delas ut 1901 har det (t.o.m. 2008) bara delats ut 27 gånger till utomeuropeiska författare, av dessa är det endast sju som inte skrivit på världsspråk av europeiskt ursprung.
Edinburgh Festival Fringe och Avignonfestivalen är mest kända för teater. En annan av de mest inflytelserika teatermönstringarna är Berliner Theatertreffen. Teaterdistriktet i Londons West End är ledande inom musikal. Till 1900-talets och 2000-talets ledande dramatiska teatrar hör Konstnärliga teatern i Moskva, Royal Shakespeare Company i London och Stratford-upon-Avon, Royal Court Theatre i London, Théâtre du Soleil i Paris, Piccolo Teatro i Milano, Berliner Ensemble, Schaubühne am Lehniner Platz och Volksbühne i Berlin. Inom nycirkus har gruppen Archaos från Marseille varit pionjär.
De viktigaste designmässorna är Internationella bilsalongen i Genève samt modeveckorna i Paris, London och Milano. Hundratals byggnader i Europa är upptagna på Unescos världsarvslista. Ett axplock av arkitektoniska höjdpunkter är: Akropolis i Aten (grekisk antik), Pantheon i Rom (romersk antik), Hagia Sofia i Istanbul (Bysans), Alhambra i Granada (västlig islam), Katedralen i Reims (gotik), Vasilijkatedralen i Moskva (rysk-ortodox), Slottet i Versailles utanför Paris (barock), Sagrada Família i Barcelona (jugend) och Berlins modernistiska bostadsområden från 1913–1934 (funktionalism). Exempel på anslående och ryktbar modernistisk och postmodernistisk arkitektur från 1950-talet och framåt är, förutom de redan nämnda Beaubourg och Guggenheimmuseet; Notre Dame du Haut i Haute-Saône, Finlandiahuset i Helsingfors, Hundertwasserhaus i Wien, le Grande Arche – uppförd 1989 till 200-årsminnet av franska revolutionen – i Paris-stadsdelen la Défense, Puente del Alamillo i Sevilla, Den Sorte Diamant i Köpenhamn, Kunsthaus Graz i Graz och 30 St Mary Axe i London.
Berliner Theatertreffen och Filmfestivalen i Berlin är två delar av Berliner Festspiele, en av de största och mest anrika av Europas många stadsfestivaler. 1985 blev Aten Europas första kulturhuvudstad.

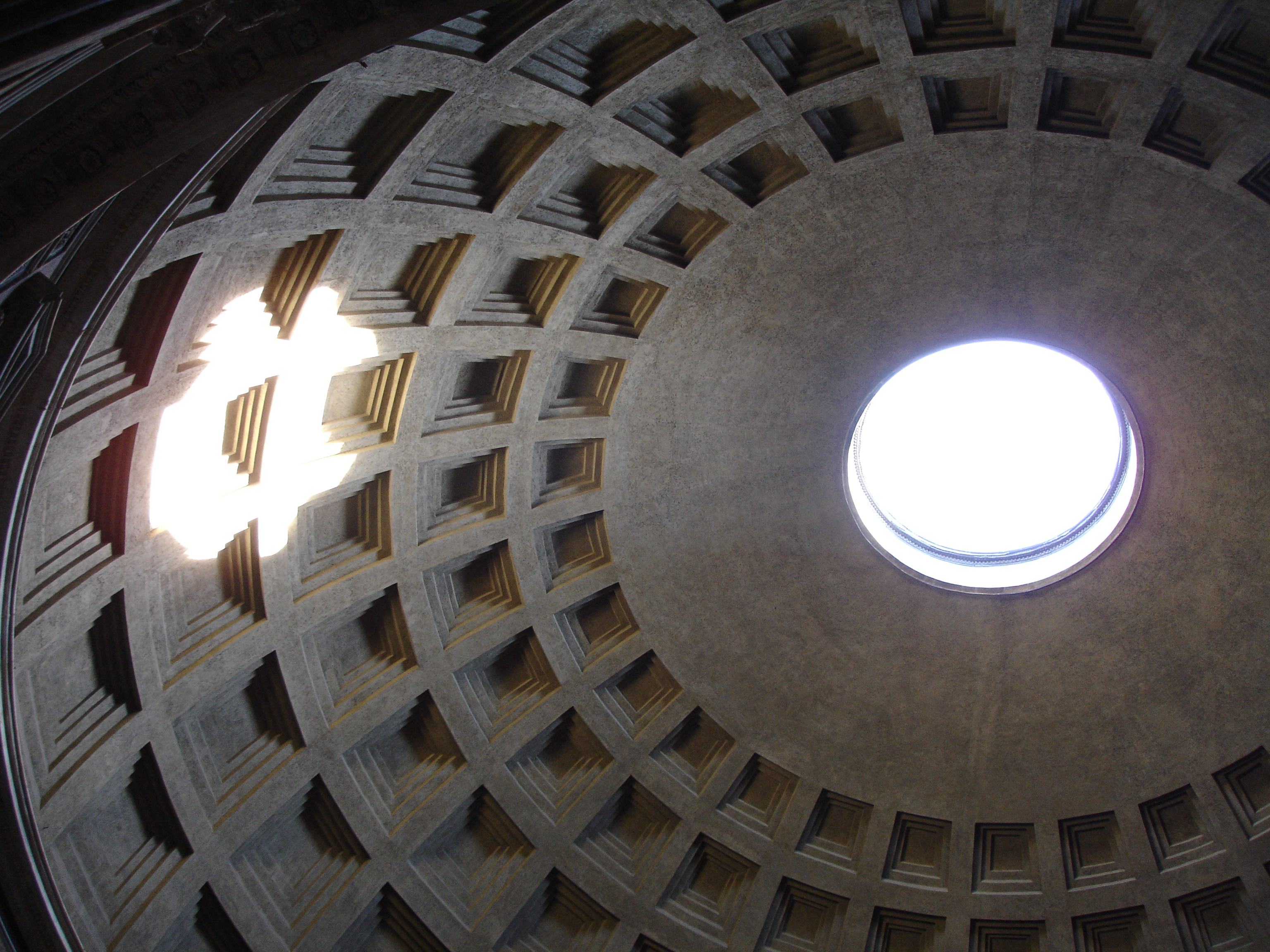
Pantheon i Rom.
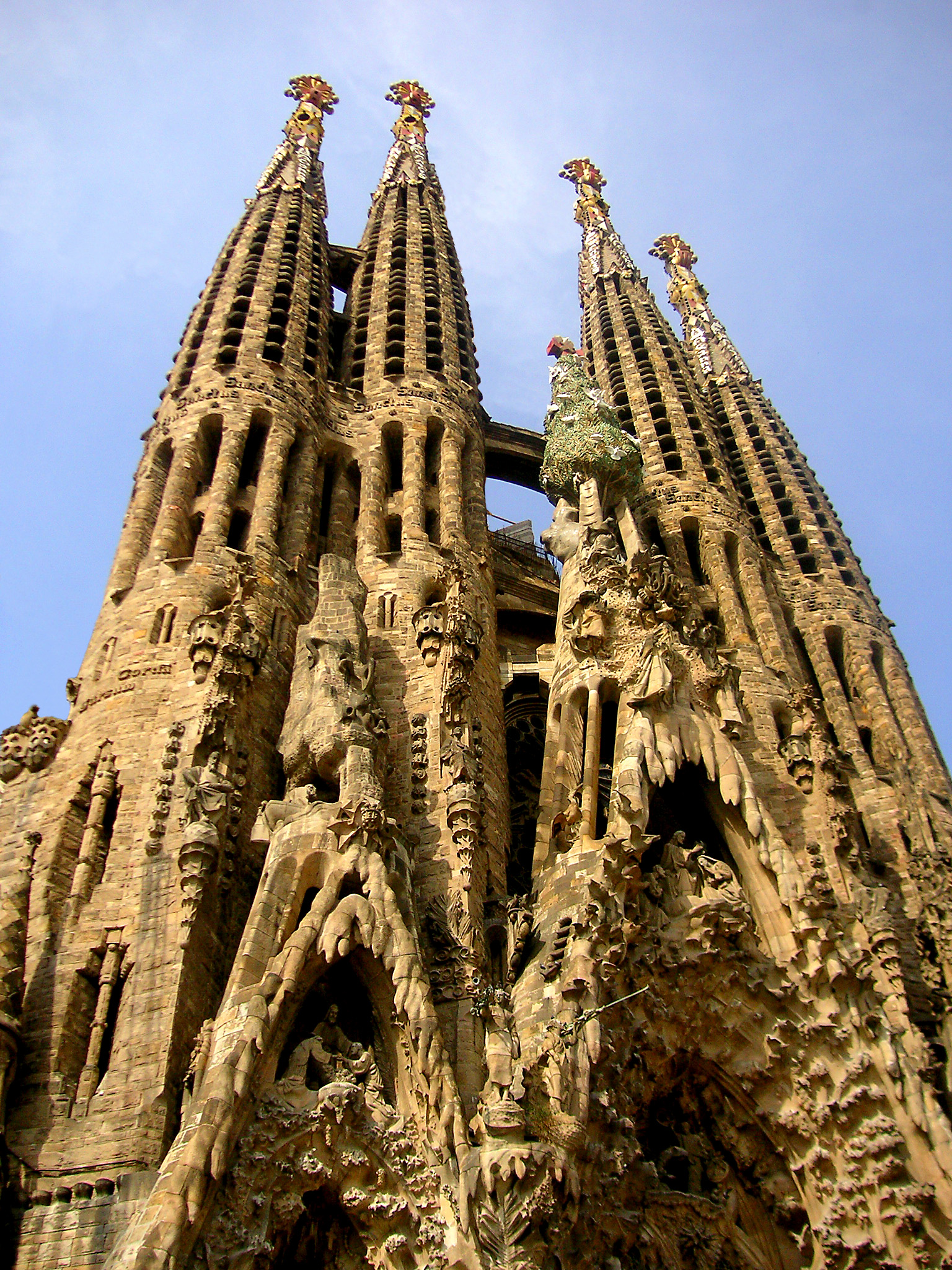
Sagrada Família i Barcelona.
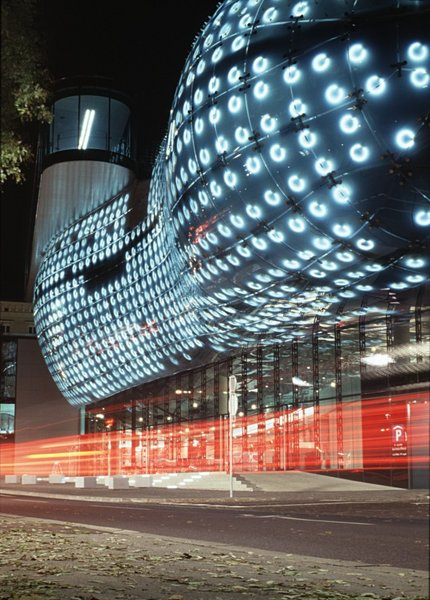
Kunsthaus Graz.

### Massmedier
En tröghetsfaktor i den europeiska integrationsprocessen är att det inte finns någon gemensam offentlig arena för kultur- och samhällsdebatt. Via bland annat kommunikationssatelliter och Internet deltar dock nationella media även i en internationaliserad opinionsbildning i dag.

#### Press
1990 gjordes ett försök att skapa en gemensam europeisk offentlighet med den veckoutgivna tidningen The European. Efter ett halvår nådde den en upplaga på 340 000 exemplar, men därefter sjönk upplagan och utgivningen upphörde 1998.
Flera nationella dagstidningar trycks även i internationella utgåvor: brittiska Financial Times och The Guardian; franska Le Monde; spanska El País och italienska Corriere della Sera. Ytterligare andra stora nationella tidningar har internationell spridning: The Times, The Independent och The Daily Telegraph från Storbritannien; Frankfurter Allgemeine och Die Welt från Tyskland; Le Figaro från Frankrike, La Repubblica från Italien och Komsomolskaja Pravda och Izvestija från Ryssland. Modern Times Group (MTG) gav som mest gratistidningen Metro i över femtio europeiska editioner i femton länder.
De första dagstidningarna började ges ut i Tyskland och Frankrike vid mitten av 1600-talet. Den moderna dagspressen har sitt ursprung i mitten av 1800-talet och hänger samman med urbaniseringen, industrialiseringen, den ökade läskunnigheten och demokratirörelserna. Bland de äldsta dagstidningarna som fortfarande ges ut är The Times som grundades 1788. Den har också en av de största upplagorna (600 000 exemplar 2008) efter Komsomolskaja Pravda (från 700 000 exemplar). Jämfört med de kvalificerade morgontidningarna har den sensationsinriktade tabloidpressen avsevärt större upplagor. Störst är tyska Bild som ges ut av Springer-koncernen (3,3 miljoner exemplar), följd av brittiska The Sun som ägs av Rupert Murdochs News Corporation (3,1 miljoner exemplar 2008). Under Sovjettiden hade kommunistpartiets Pravda och ungdomsförbundets Komsomolskaja Pravda upplagor på 10 miljoner exemplar och däröver, men antalet läsare sjönk drastiskt efter Sovjetunionens upplösning 1991. Under Vladimir Putins tid som Rysslands president har medias frihet begränsats på nytt. Varannanveckorstidningen Novaja Gazeta som kommit ut sedan 1993 har bevarat sitt oberoende. Tidningen har en upplaga på 170 000 exemplar och publicerar även engelskt material på webben.
Andelen hushåll med daglig tidning är högst i Norden och lägst i Sydeuropa. När det gäller TV-konsumtion är förhållandet det motsatta. En orsak är att tidningarna inte har hemutdelning i södra Europa. I Italien finns en skarp kontrast mellan den kvalificerade journalistiken i dagstidningarna och den lätta underhållningen i TV. I Tyskland har tidningsutgivningen varit regionaliserad beroende på att andra världskrigets segrarmakter delade ut regionala licenser till utgivarna. Även i Italien har tidningsutgivningen haft regional prägel och i Frankrike är de regionala tidningarna större än rikstidningarna.
Gemensamt för Europas medielandskap är att ägarkoncentrationen har ökat de senaste decennierna och många tidningar och andra medier har samlats i allt mer internationaliserade koncerner. Så ägs till exempel brittiska The Independent av spanska El País och italienska La Repubblica tillsammans med Trinity Mirror. Familjen Agnelli äger de båda italienska tidningarna La Stampa och Corriere della Sera, och den senare är i sin tur delägare i spanska El Mundo. The Times ingår i Rupert Murdochs imperium och Die Welt i Springer-koncernen.
Vid sidan av ledande dagstidningarna finns ett antal veckoutgivna nyhetsmagasin och söndagstidningar som är inflytelserika och har internationell spridning: The Observer, The Sunday Times, The Economist och The Spectator från Storbritannien; Der Spiegel och Die Zeit från Tyskland och Le Nouvel Observateur och L'Express från Frankrike. Mycket utrikes material i dagspressen är inte redaktionellt utan köps från internationella nyhetsbyråer. De största är Reuters, London; dpa (Deutsche Presse-Agentur), Hamburg; AFP (L'Agence France-Presse), Paris och TASS och Interfax, Moskva. Inter Press Service (IPS) med huvudkontor i Rom och Buenos Aires förmedlar nyheter på över tio språk.

#### Radio
1922 startade radiosändningar i Storbritannien. 1927 fick BBC (British Broadcasting Company) ensamrätt på radioutsändningar. BBC byggdes upp som en offentligrättslig, självständig och allmännyttig organisation med licensfinansierad verksamhet som bygger på ett avtal med staten – vilket kom att bli modellen för public service i flertalet europeiska länder.
Redan under radions första decennium startade flera länder kortvågssändningar på främmande språk. Under andra världskriget var propagandan ett framträdande inslag; både från å ena sidan Nazityskland och å andra sidan Sovjetunionen och övriga allierade. Även under kalla kriget lades betydande resurser på propaganda. 1949 startade CIA Radio Free Europe som ett svar på Berlinblockaden för att nå ut till befolkningen bakom järnridån, efter Sovjetunionens upplösning 1991 har man i stället bland annat riktat sig mot Mellanöstern. (Radio Free Europe skall inte förväxlas med Sender Freies Berlin som var public service-bolaget i Västberlin.)
Under krigsåren växte BBC:s anseende för sin sakliga och oberoende nyhetsrapportering. Fortfarande har de flesta nationella radiobolag utlandssändningar över kortvåg; på det egna språket som service till utlandsboende samt oftast på ett eller flera främmande språk. Radio Vaticana startades 1931 och sänder i dag på 37 språk.
Det lilla furstendömet Luxemburg valde en annan väg än flertalet europeiska länder för sin nationella radio och överlät rättigheterna till ett kommersiellt bolag. 1951–1992 sände Radio Luxembourg internationellt över mellanvåg. När andra nationella radiobolag var restriktiva med den nya popmusiken fick Radio Luxembourg ett kultartat genomslag hos den yngre publiken. Tillsammans med piratradiostationer öppnade detta vägen dels för ungdomskanaler och musikkanaler inom public service, dels för en avreglering av sändningstillstånden. Bolaget bakom Radio Luxembourg, numer CLT-UFA, delägt av den tyska mediekoncernen Bertelsmann, är i dag Europas största kommersiella radio- och TV-bolag med kanaler i många länder. NRJ (Nouvelle Radio Jeunesse) som startade i liten skala i Frankrike 1981 är i dag ett nätverk med över 300 stationer runtom i Europa.

#### TV
BBC började sända TV redan 1936. Efter uppehåll under kriget kom sändningarna igång på nytt 1946. 1954 kunde nätverket ITV (Independent Television) börja med reklamfinansierade regionala sändningar. 1962 tilläts nationell reklam-TV. I Frankrike, Spanien och Italien är de nationella public service-kanalerna både licens- och reklamfinansierade. I Frankrike och Italien är den statliga inblandningen i public service traditionellt större än i övriga Västeuropa. I Italien har situationen varit extra speciell då Silvio Berlusconi (premiärminister 1994–1995, 2001–2006 och 2008–2011) även ägde de tre största kommersiella kanalerna.
BSkyB var 1981 Västeuropas första satellit-TV-kanal, som fram till 1988 hade ambitionen att vara en paneuropeisk TV-aktör. 1983 började satellit-TV-sändningar med Eutelsat, tillgängliga via kabel-TV-nät eller parabol, som förutom Sky hade musikkanalen Music Box och underhållningskanalen Super Channel i utbudet. 1993 bildade 19 europeiska public service-bolag SOCEMIE som står bakom den paneuropeiska nyhetskanalen Euronews. Den dominerande internationella europeiska nyhetskanalen är BBC World News. Public service-bolaget Deutsche Welle som är del i tyska ARD sänder sedan 1993 dagligen på tyska, engelska och spanska. ARD är även inblandat i kulturkanalerna 3 Sat och Arte.
Canal+ startade 1984 i Frankrike som Europas första betal-TV-kanal. Efter flera ombildningar och samgåenden är Canal+ i dag störst i Europa på betal-TV med utbud inom film och sport. I dag finns kanaler från de flesta nationella TV-bolag tillsammans med ett stort antal kommersiella kanaler tillgängliga över satellit. 2003 fanns 85 engelskspråkiga kanaler, 50 franskspråkiga och 45 tyskspråkiga.

#### Internet
I dag finns material från de flesta medieaktörer fritt tillgängligt på internet. Många tillhandahåller material både på sitt eget språk och på engelska. Fler och fler gör även sina arkiv tillgängliga över nätet.